# Biserica evanghelică din Lovnic

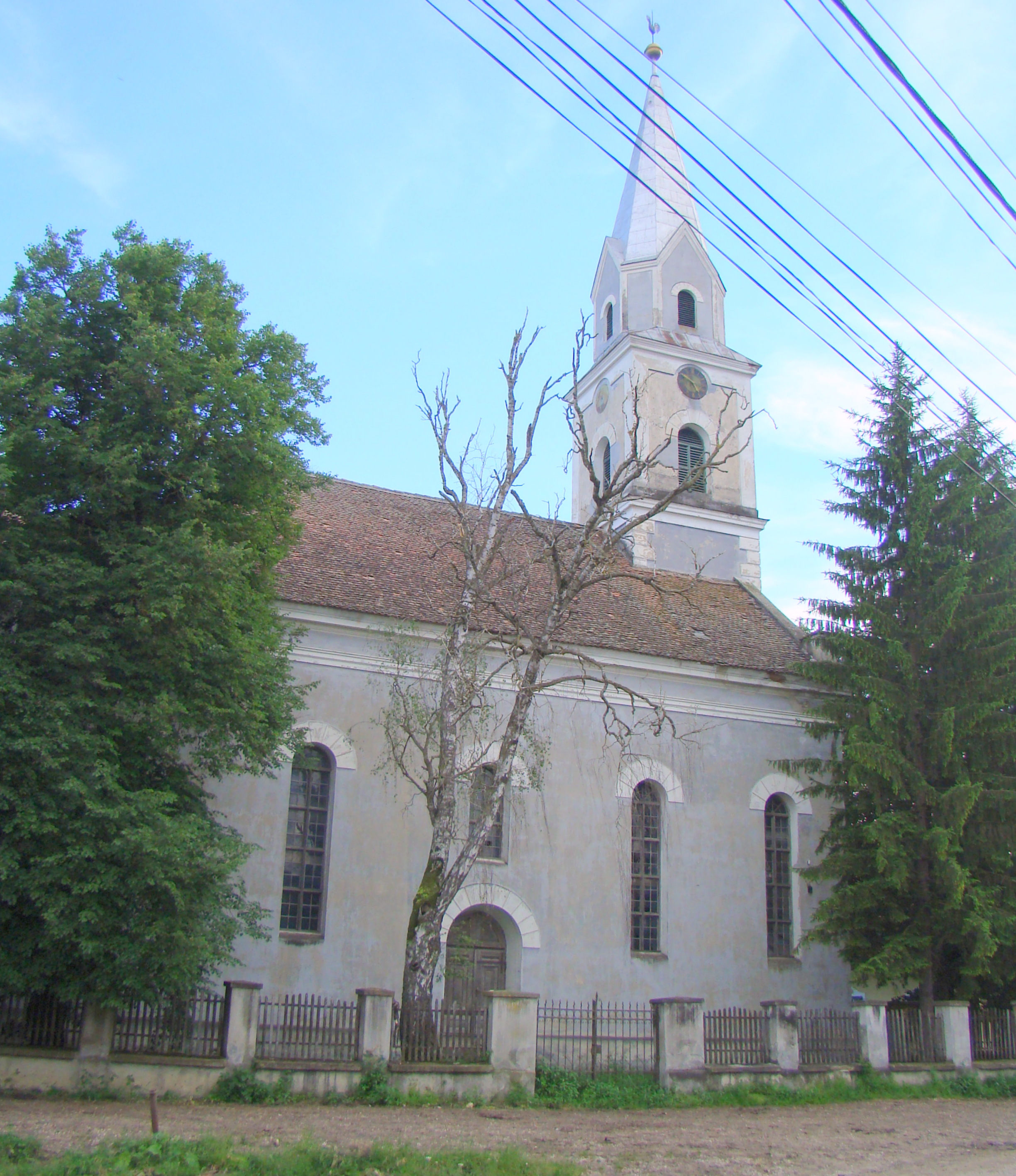
Biserica evanghelică din satul Lovnic, comuna Jibert, județul Brașov, foto: iunie 2019.

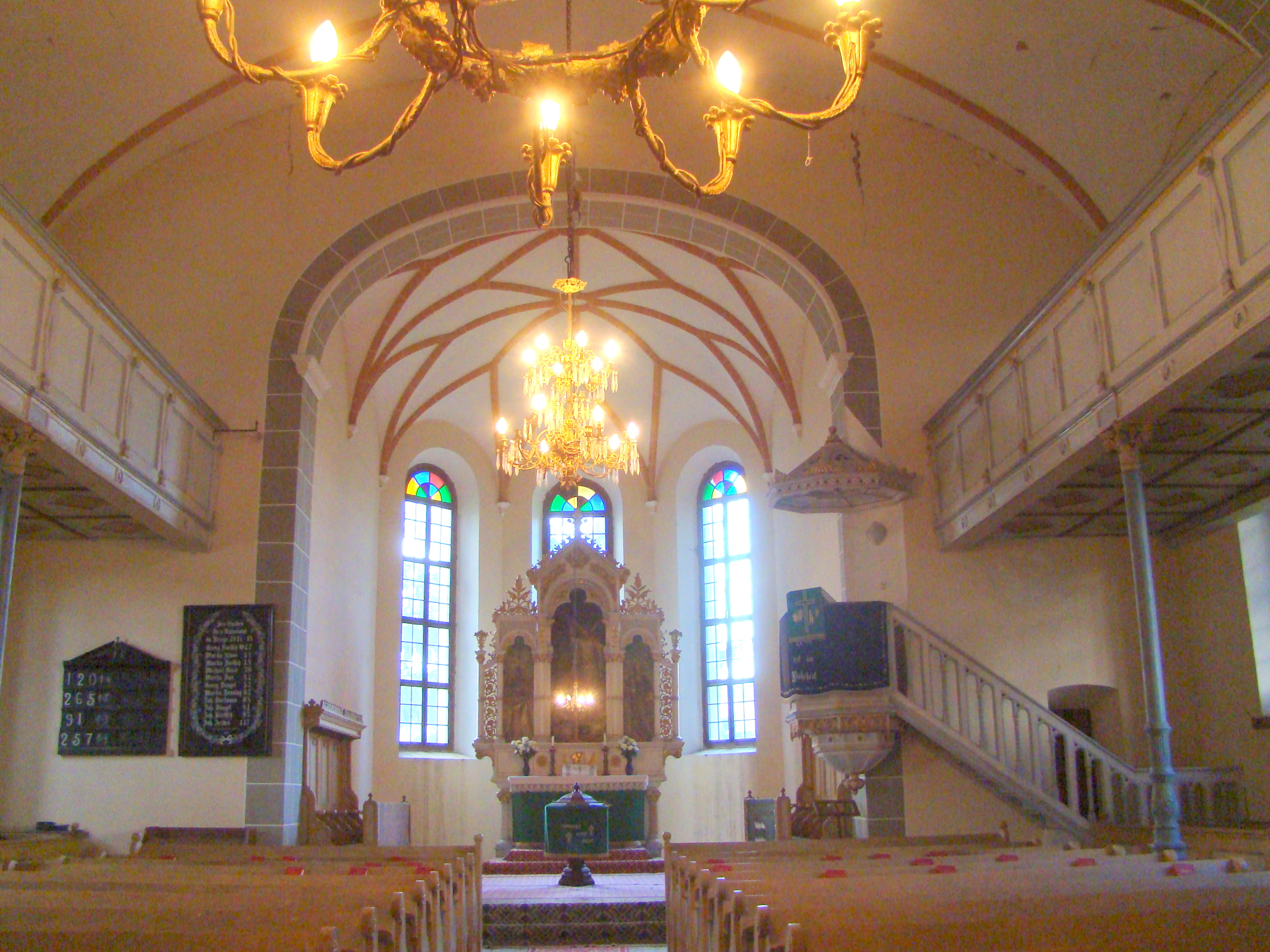
Interiorul bisericii-sală

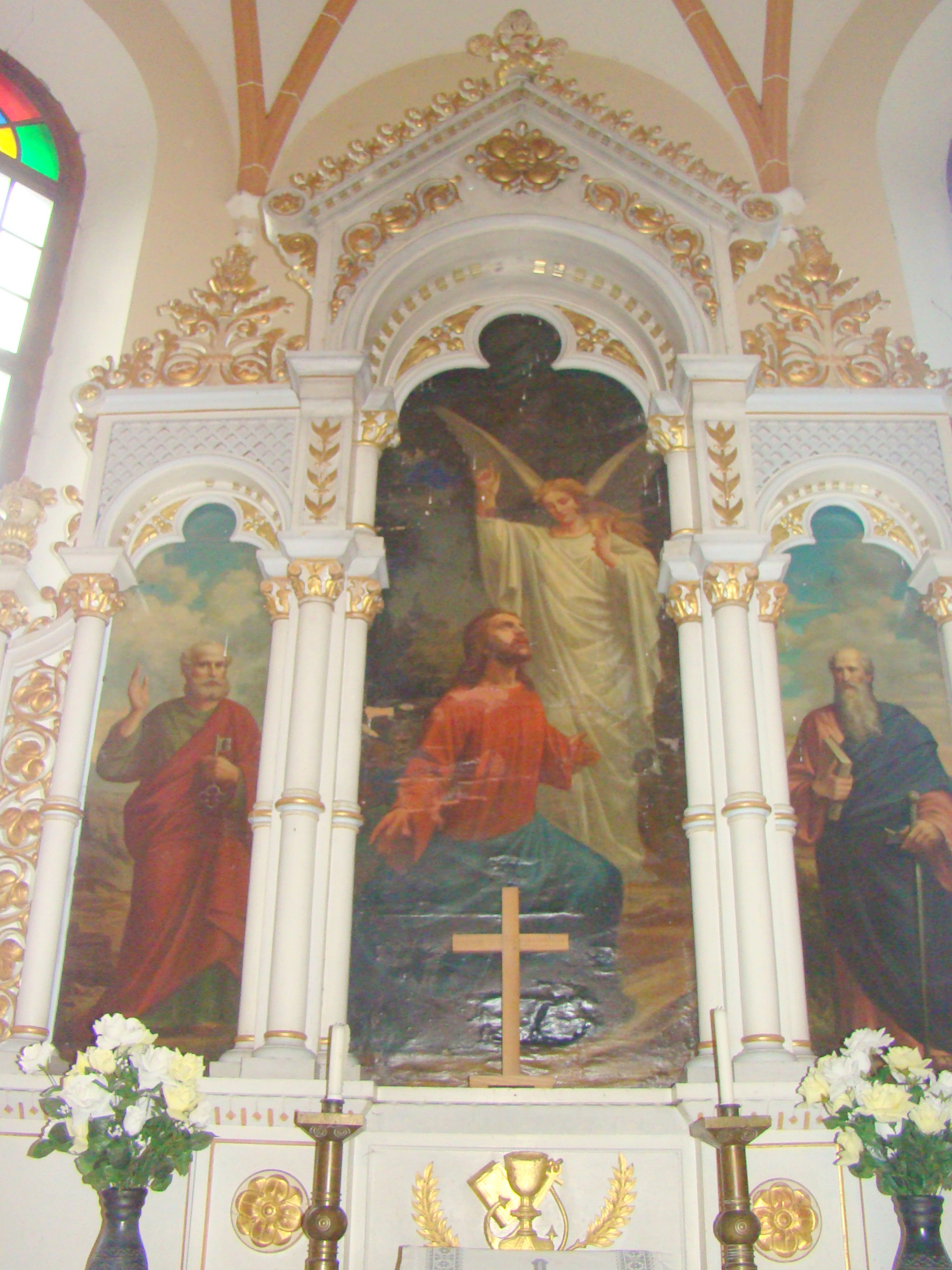
Altarul neogotic al bisericii evanghelice din Lovnic

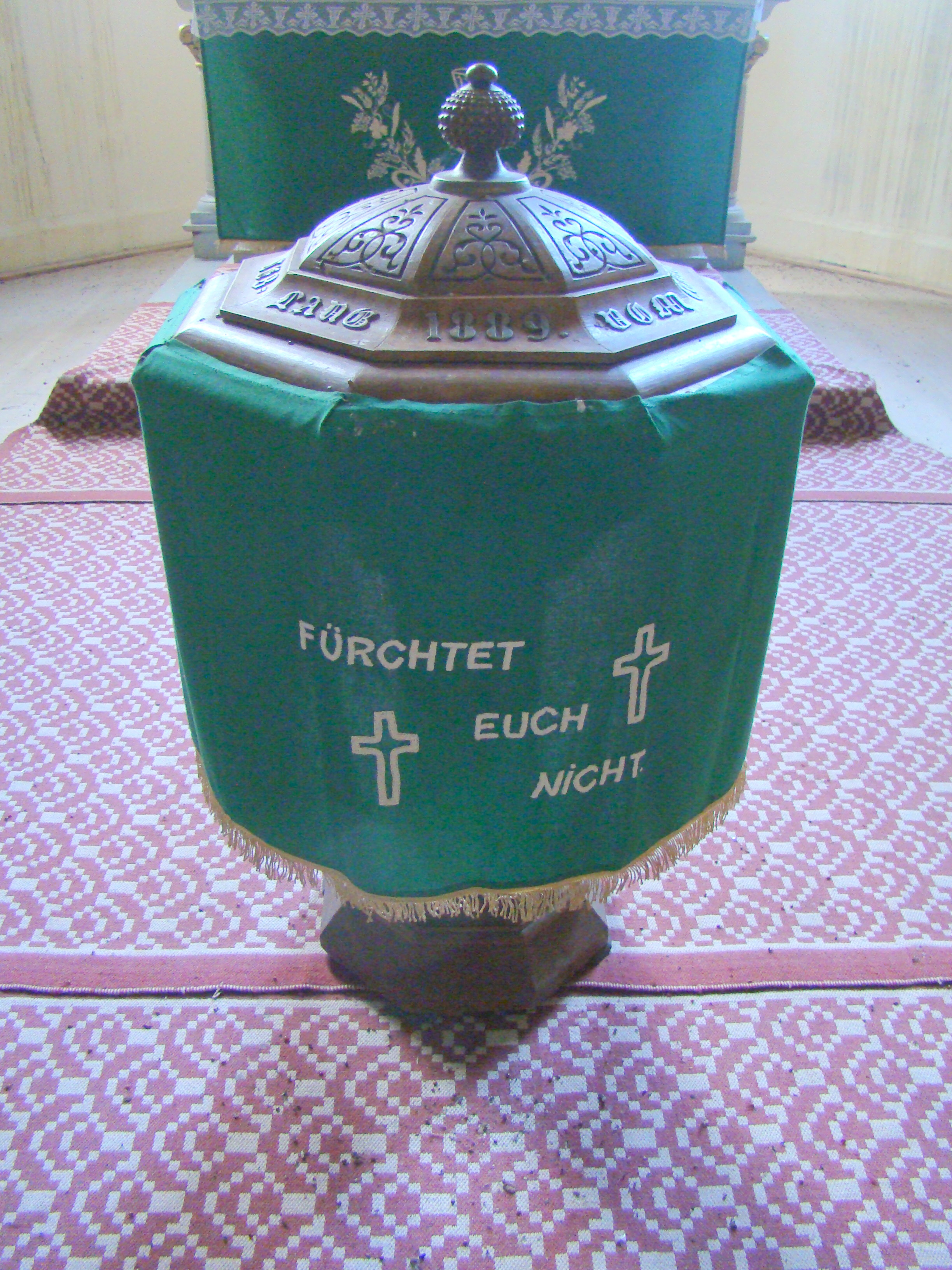
Cristelnița din lemn sculptat, donată de asociația femeilor (Frauenverein) din Lovnic; a fost realizată în 1889 și poartă la interior, în creion, o inscripție cu numele meșterului și a notabilităților locale din acea perioadă.

Biserica evanghelică din satul Lovnic, comuna Jibert, județul Brașov, a fost finalizată în anul 1886. A fost precedată de o biserică fortificată medievală, cu hramul Sfântul Martin, demolată aproape în întregime în anul 1883.

## Localitatea
Lovnic (în dialectul săsesc Lihwleng, Lieflengk, în germană Leblang, Löweneck, Löwlingen, în maghiară Lemnek) este un sat în comuna Jibert din județul Brașov, Transilvania, România. Localitatea este situată la o distanță de 20 km vest de Rupea, la 21 de km nord de Făgăraș și la 10 km nordest de localitatea Șoarș.
Prima mențiune a localității datează din 1206, când Lovnicul este pomenit ca localitate de frontieră și cu denumirea în limba latină villa Lewenech. 
Lovnic a fost cel mai mic sat săsesc din zona Făgărașului. Cu toate acestea comunitatea a fost înstărită, realitate ușor observabilă din dimensiunile ample ale caselor și gospodăriilor vechi păstrate.

## Biserica
Vechea biserică gotică a fost demolată aproape complet în 1883, pentru a face loc noii construcții finalizate în 1886, an marcat și pe partea superioară a turnului. Noua biserică hală, cu absidă poligonală și sacristie sudică, nu are dimensiuni foarte mari, dar a fost o extindere a spațiului de cult suficientă pentru nevoile comunității de atunci. Din vechea biserică s-a păstrat corul cu boltă pe ogive.
Câteva obiecte provin din vechea biserică. În casa parohială de lângă biserică se păstrează o cristelniță cu capac-pupitru din perioadă barocă. Atenția este atrasă de un mic panou pictat cu scena crucificării. O altă piesă istorică rară se află în biserică – micul candelabru cu trei brațe atârnat în fața altarului a fost donat bisericii în 1773.
Emporele bisericii evanghelice din Lovnic se sprijină pe stâlpi ormanentați din fontă. Tot mobilierul este realizat după anul 1883. Cele trei panouri ale altarului neogotic sunt pictate pe pânză. Tot neogotic este și amvonul cu baldachinul său.
Orga a fost construită și instalată în 1888 de constructorii József Nagy și Eugen Palfy.
Orologiul din turn, datând de la începutul secolului al XIX-lea, este încă funcțional și bate orele importante ale zilei. Tot în turn se află și cele două clopote, din care unul istoric, datat 1622, turnat de meșterul Paul Neidel.

## Vezi și
- Lovnic, Brașov

## Imagini din exterior

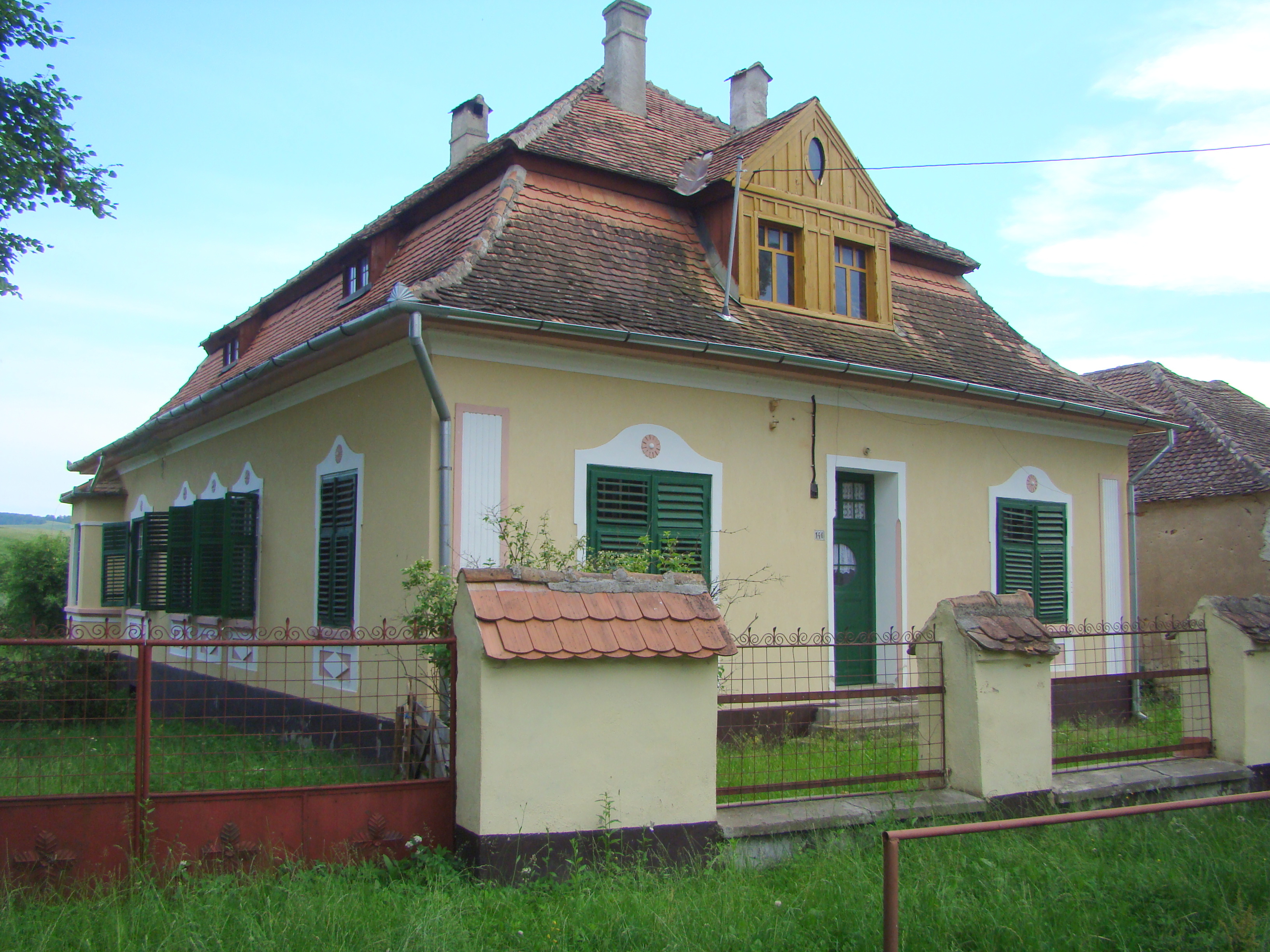
Casa parohială
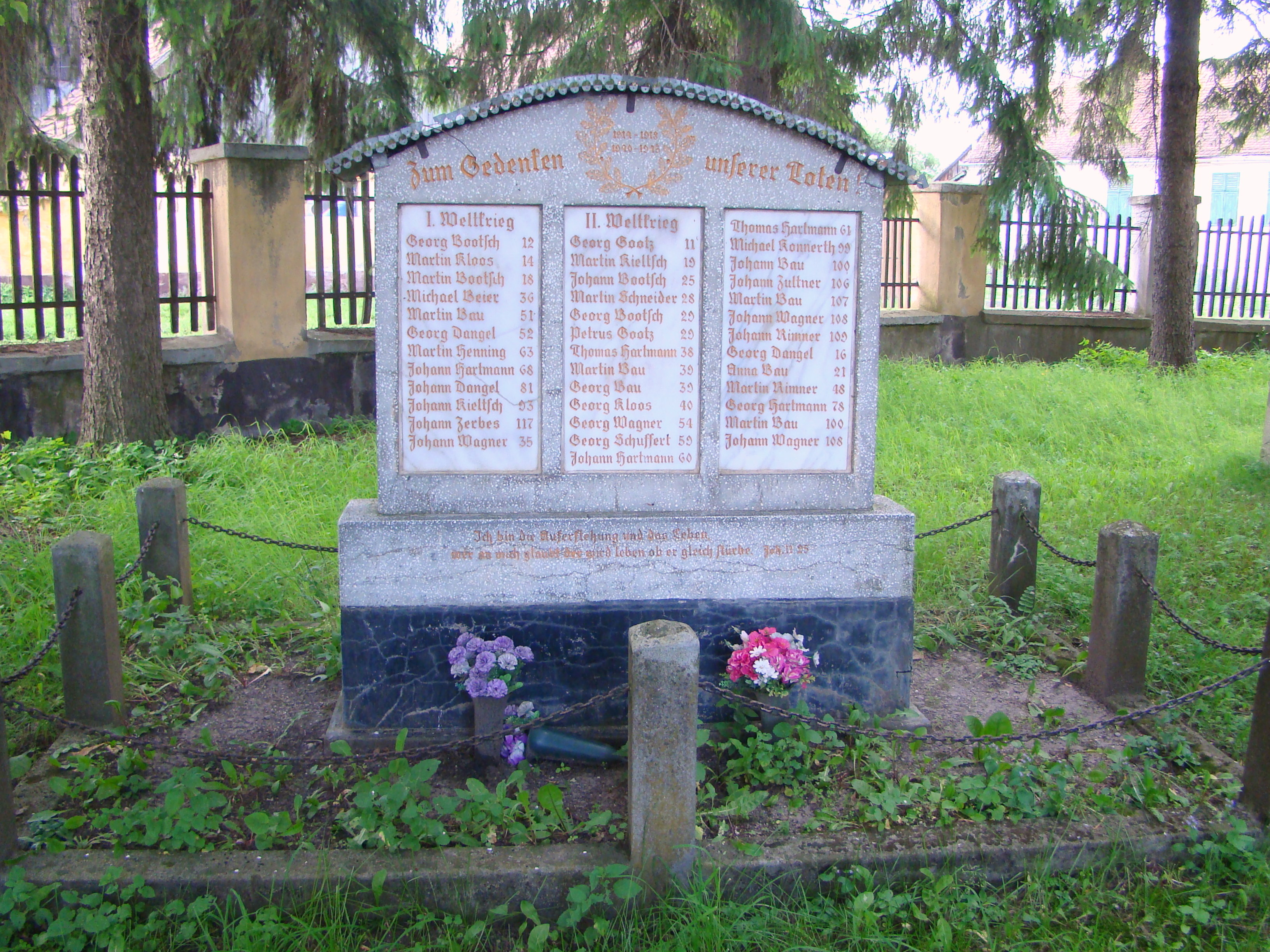
Monument în amintirea celor căzuți în cele două războaie mondiale, în curtea bisericii, 2019
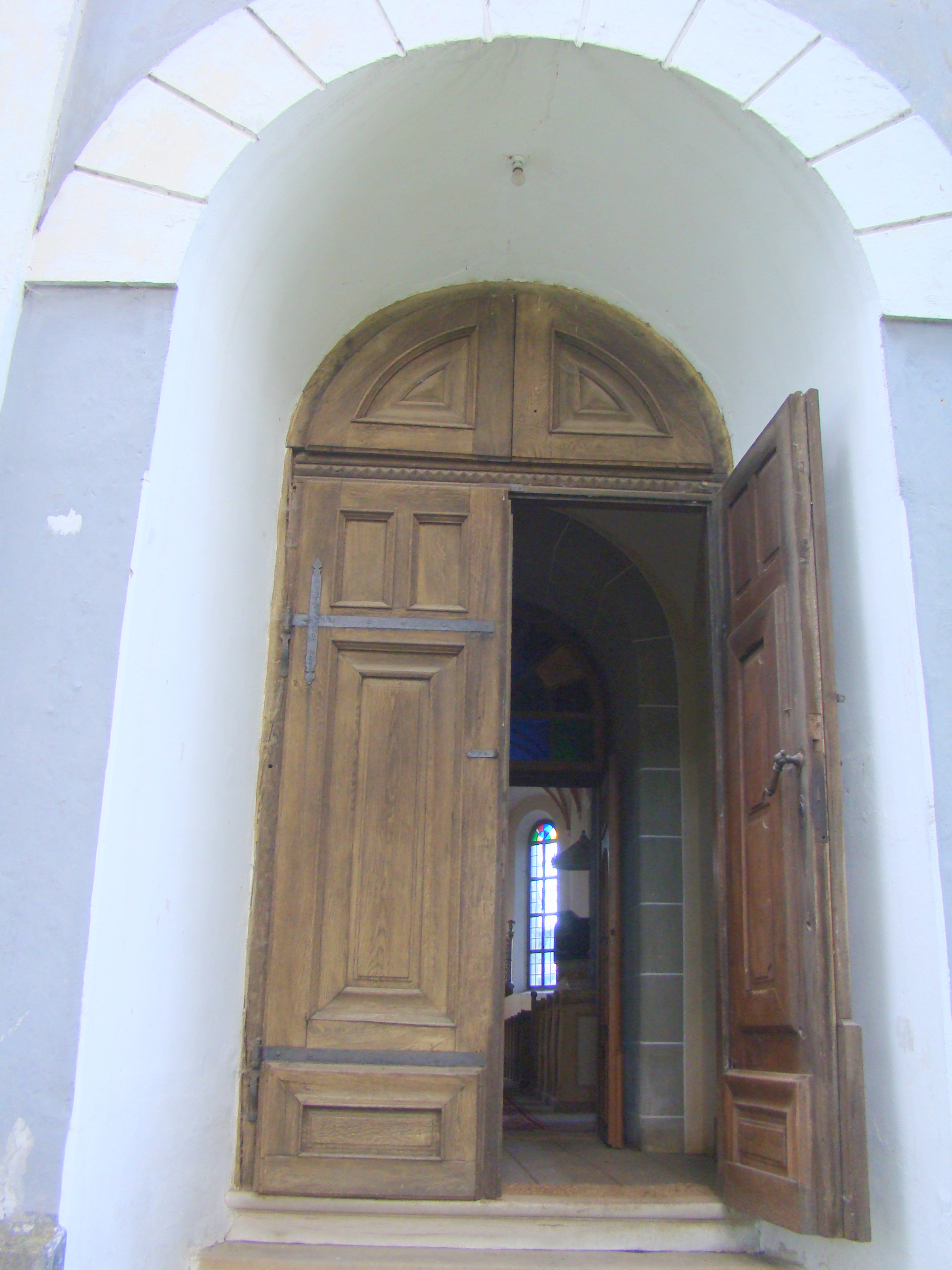
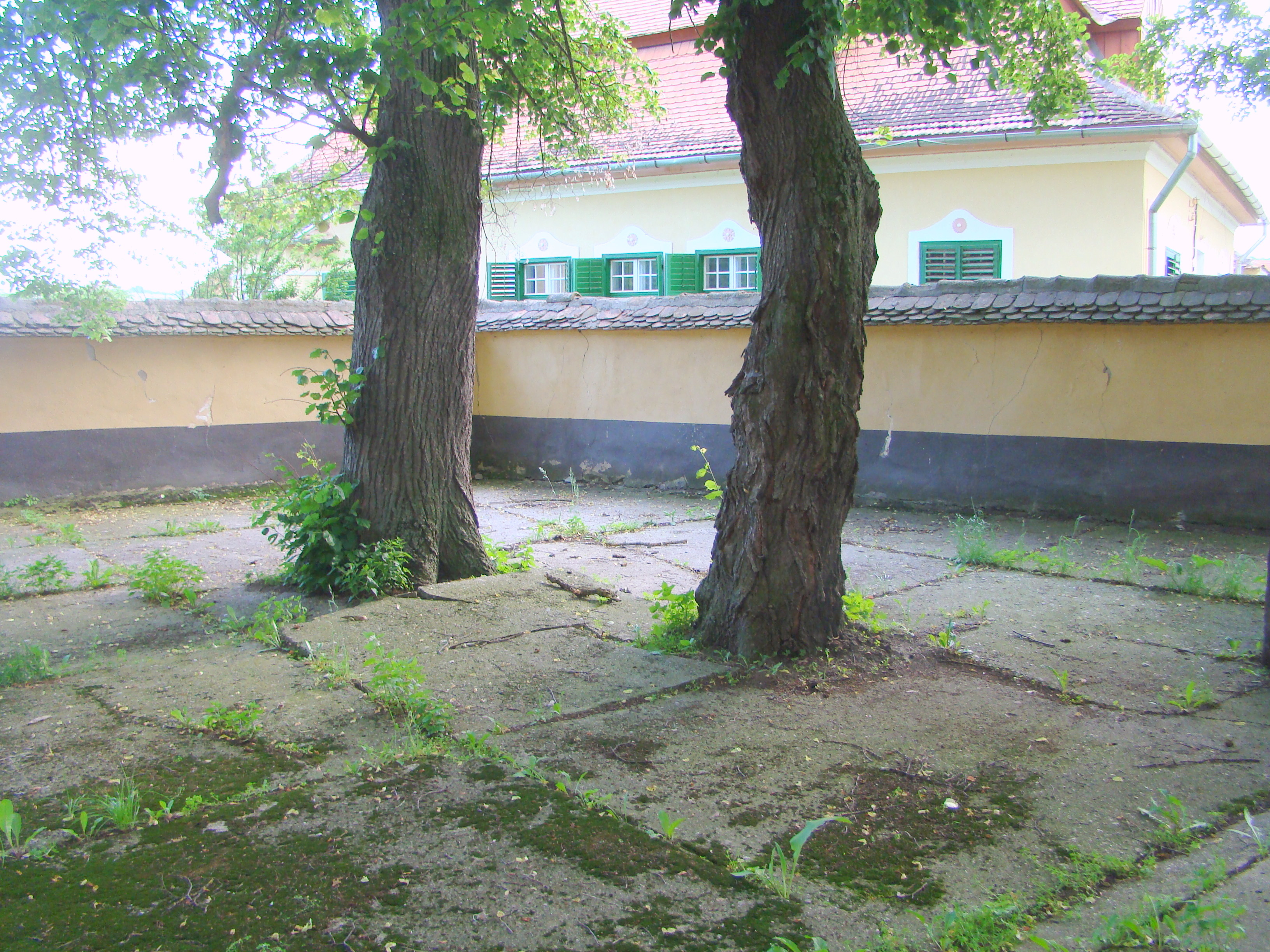
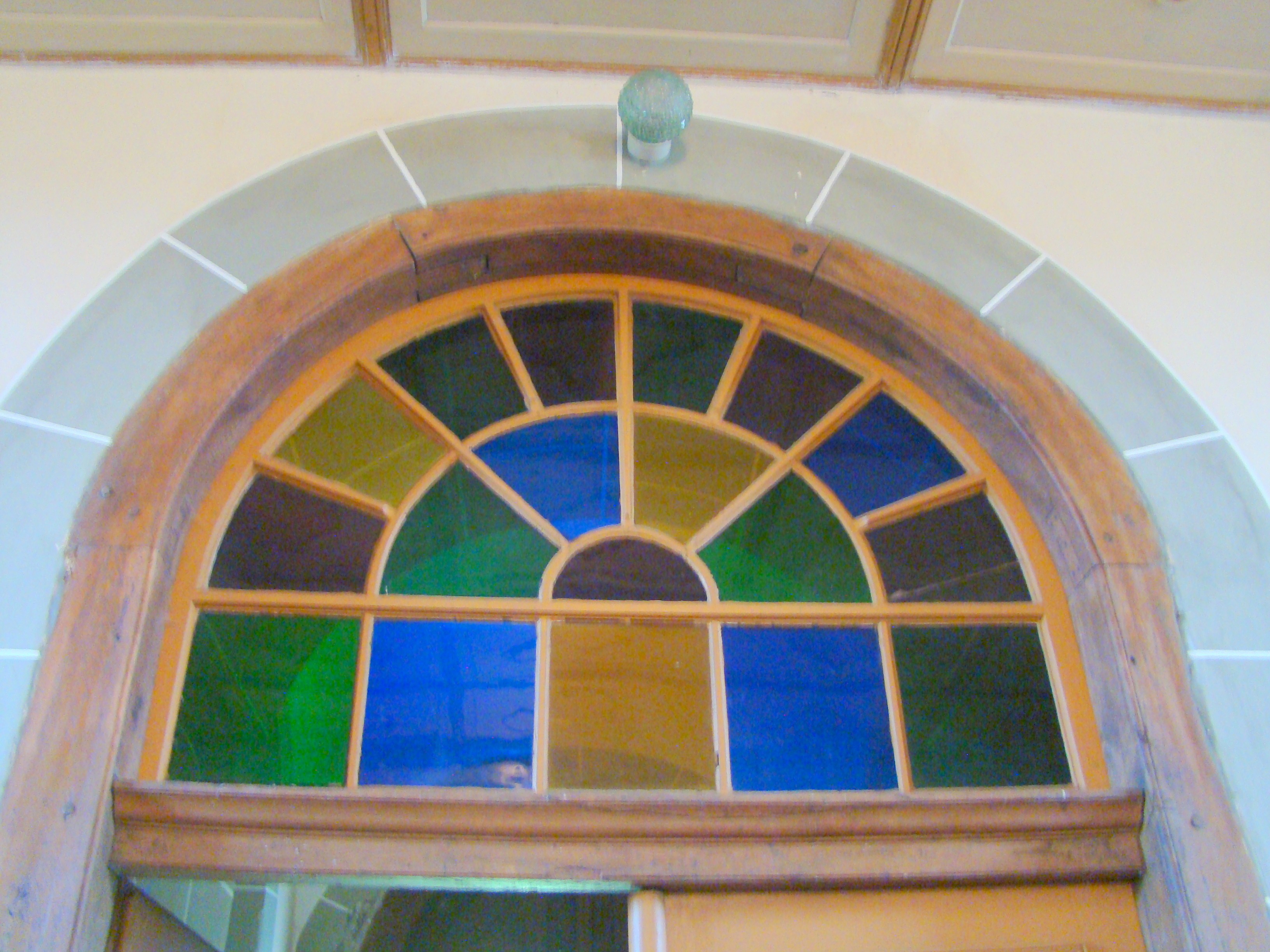
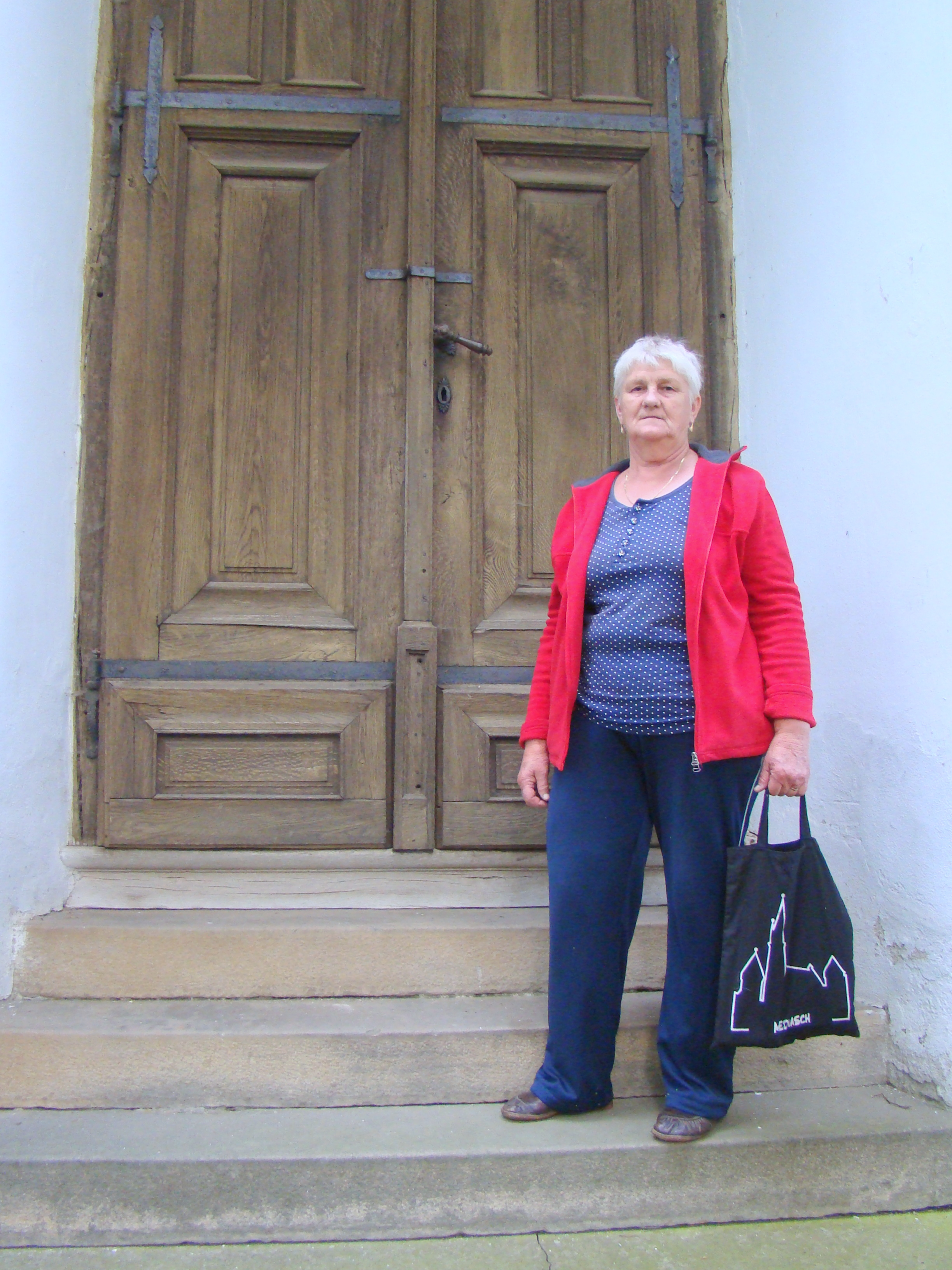
Curatorul bisericii evanghelice din Lovnic
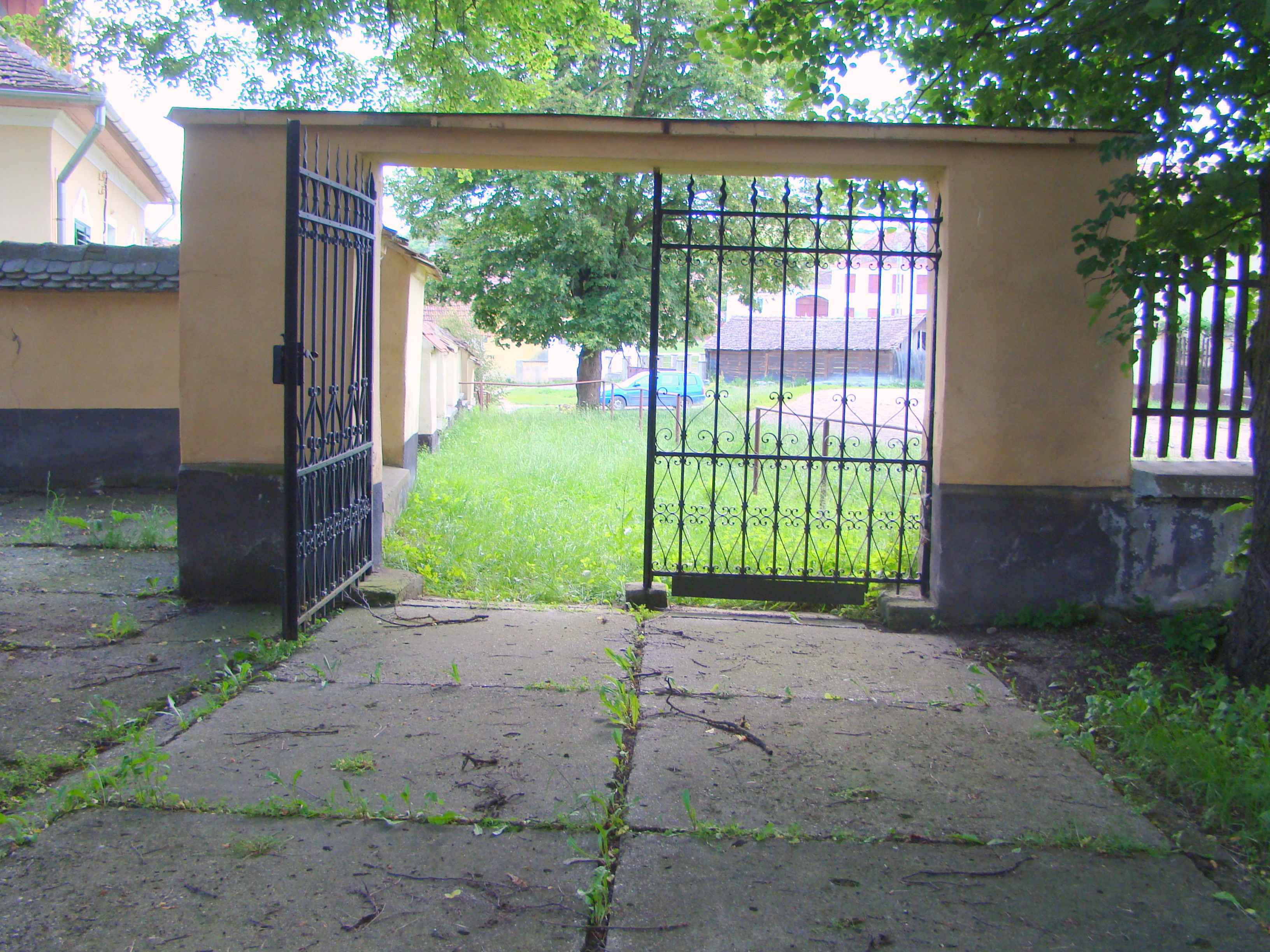
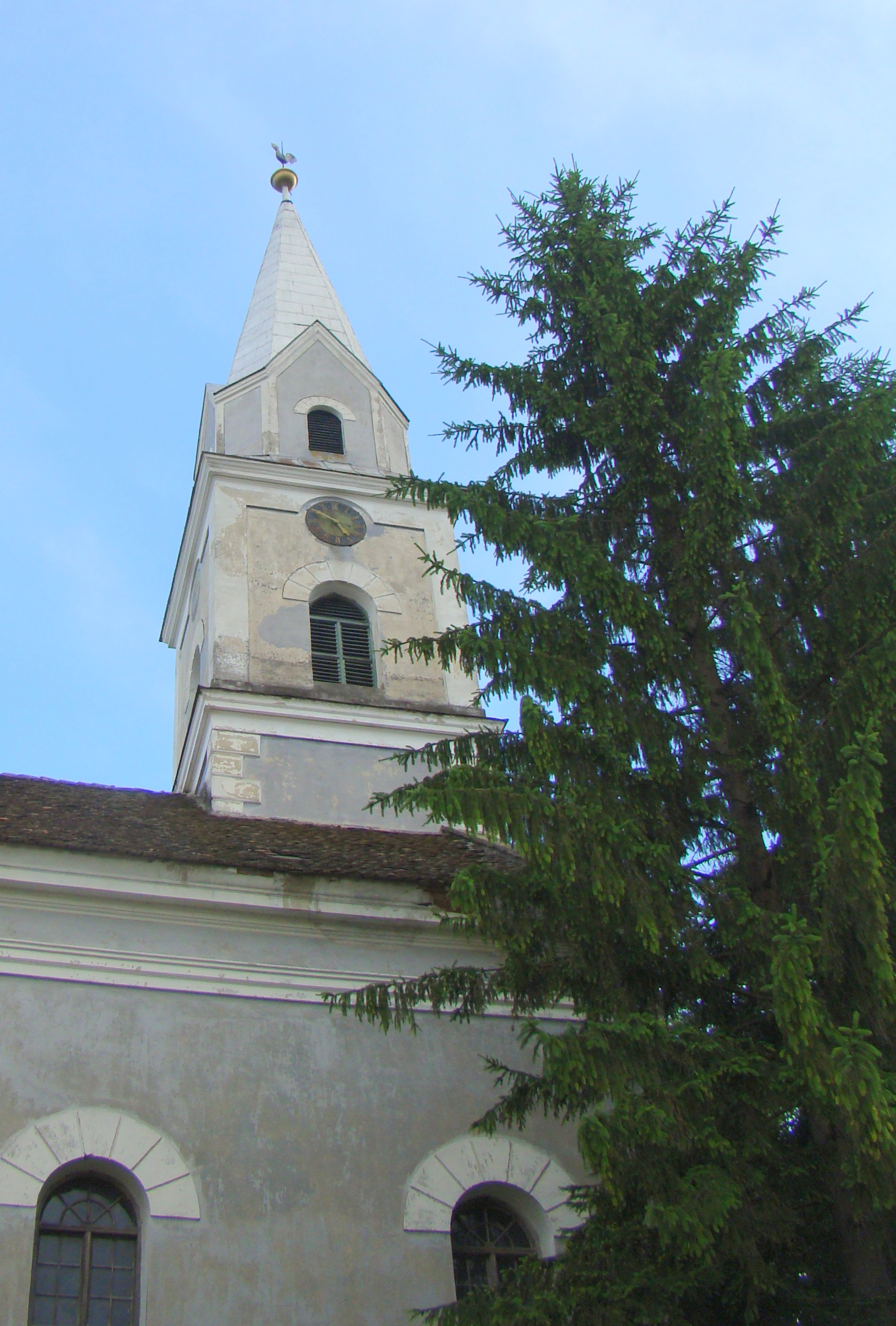
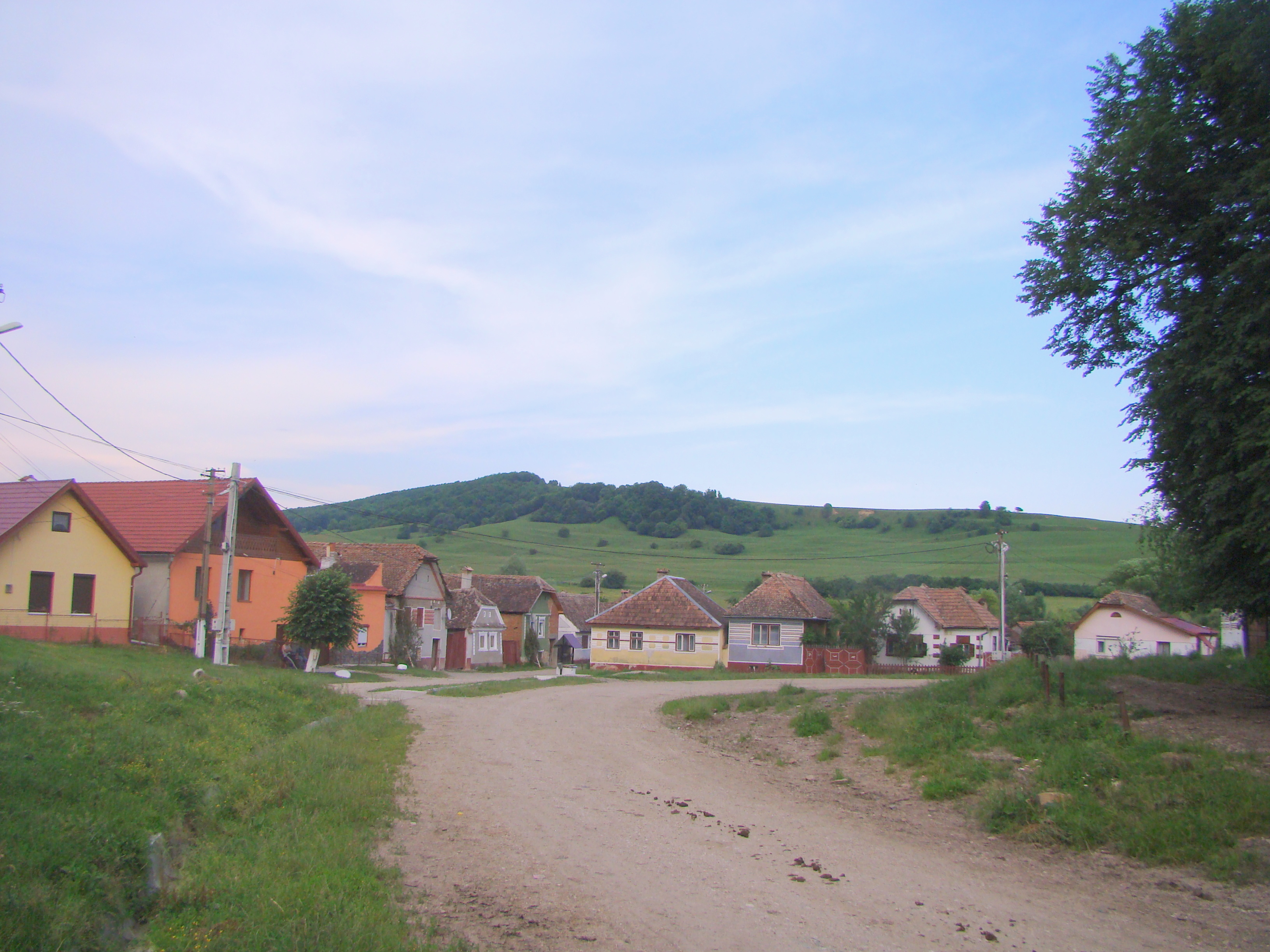
Împrejurimi

## Imagini din interior

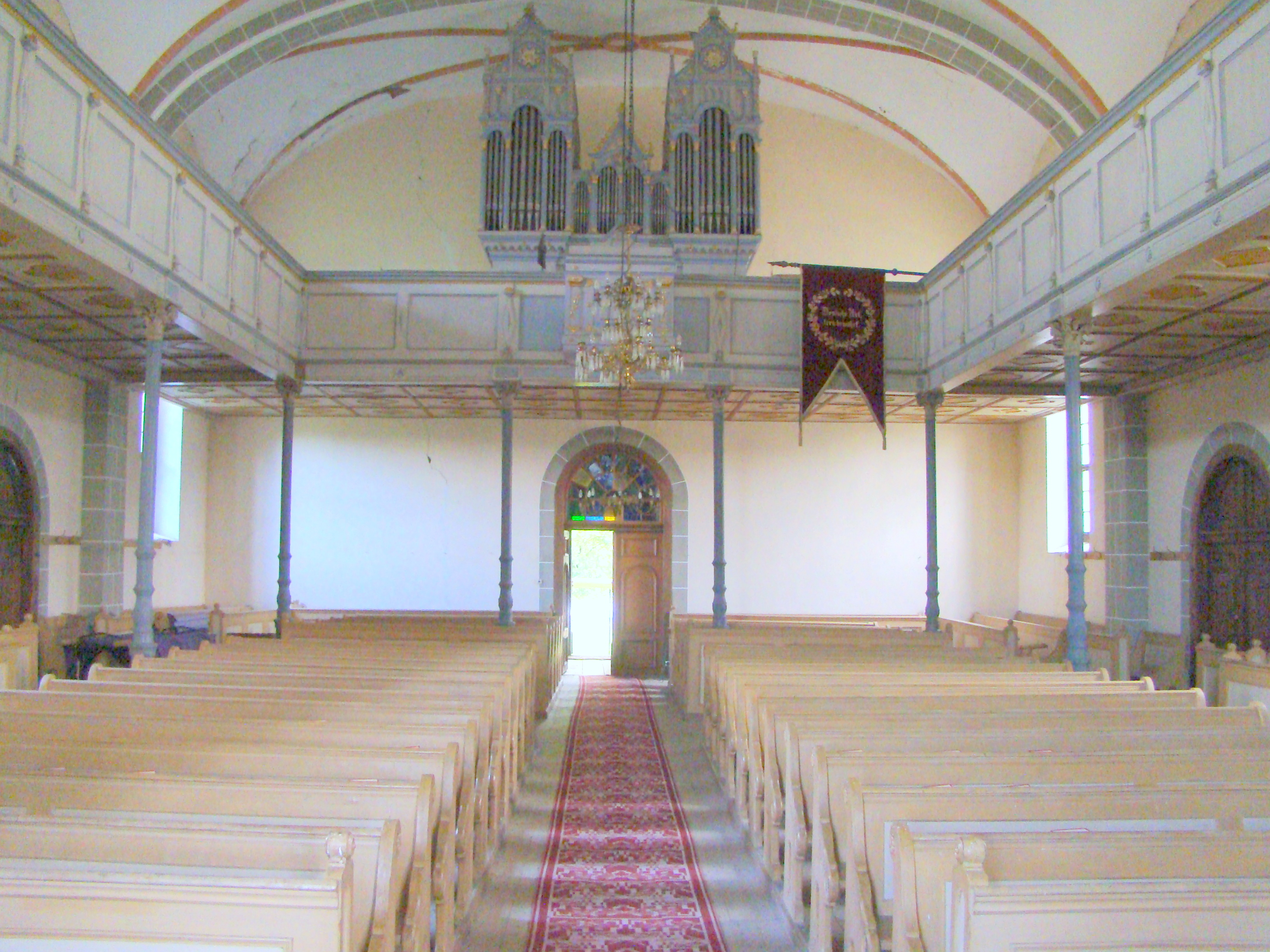
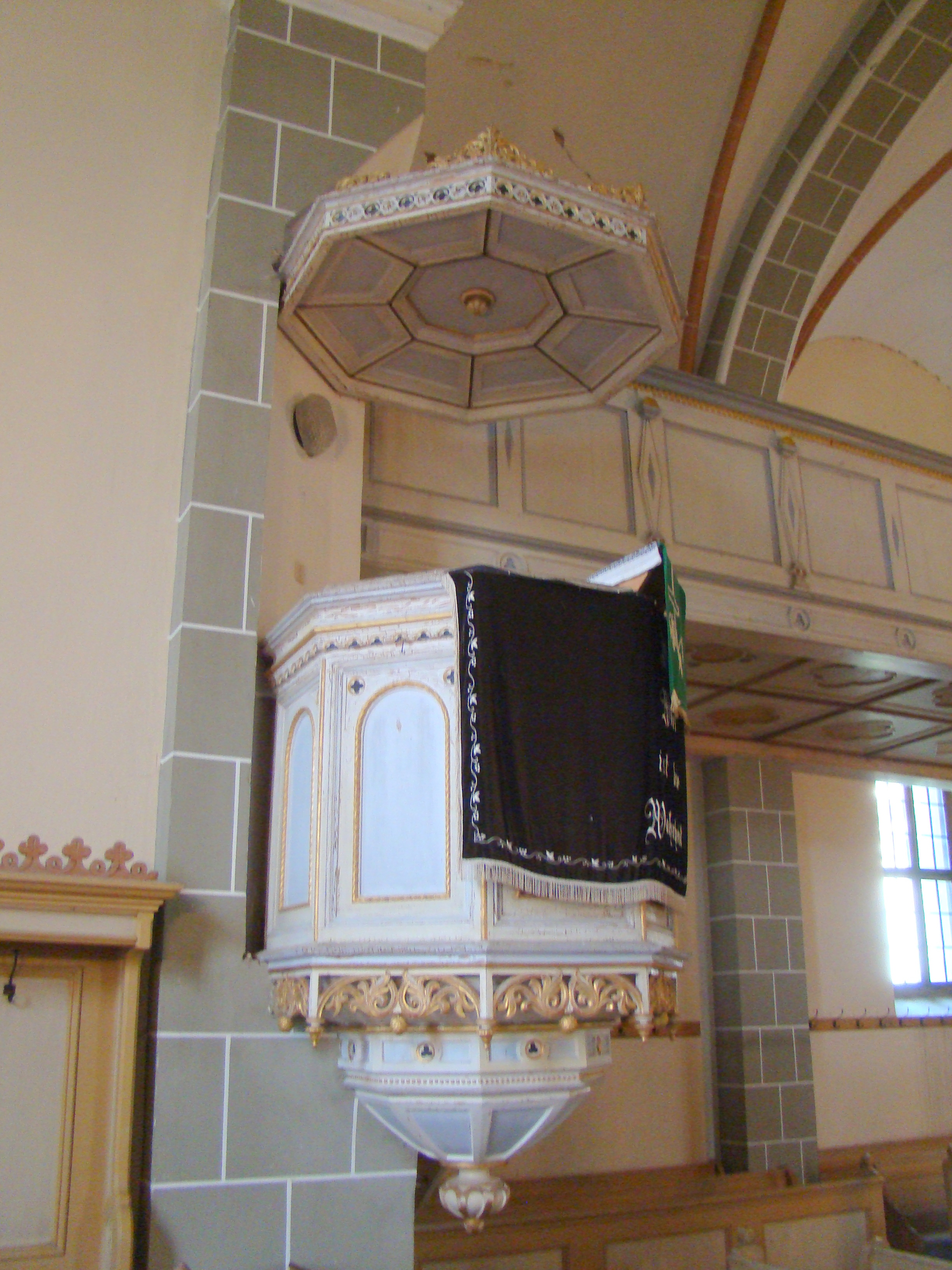
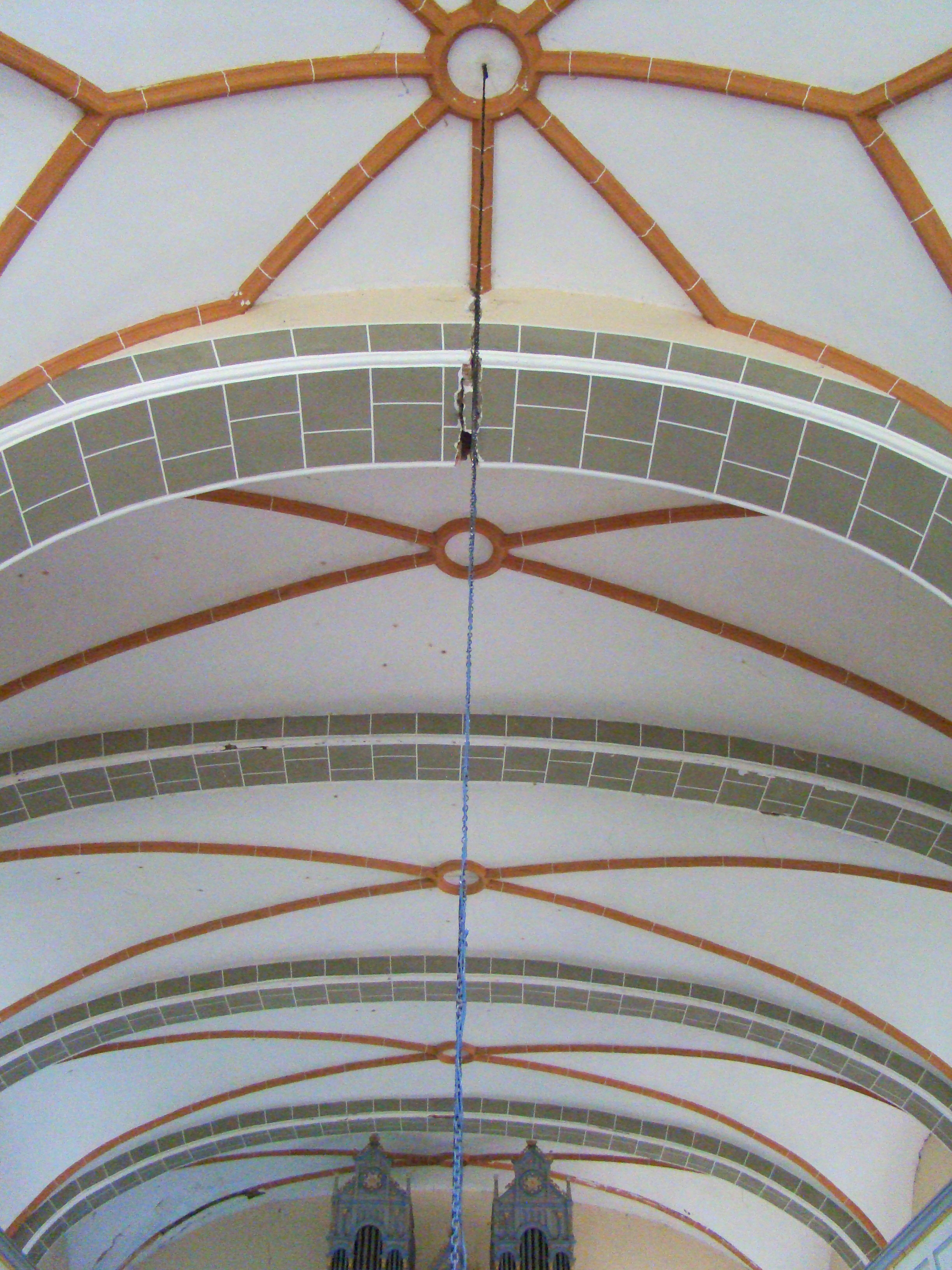
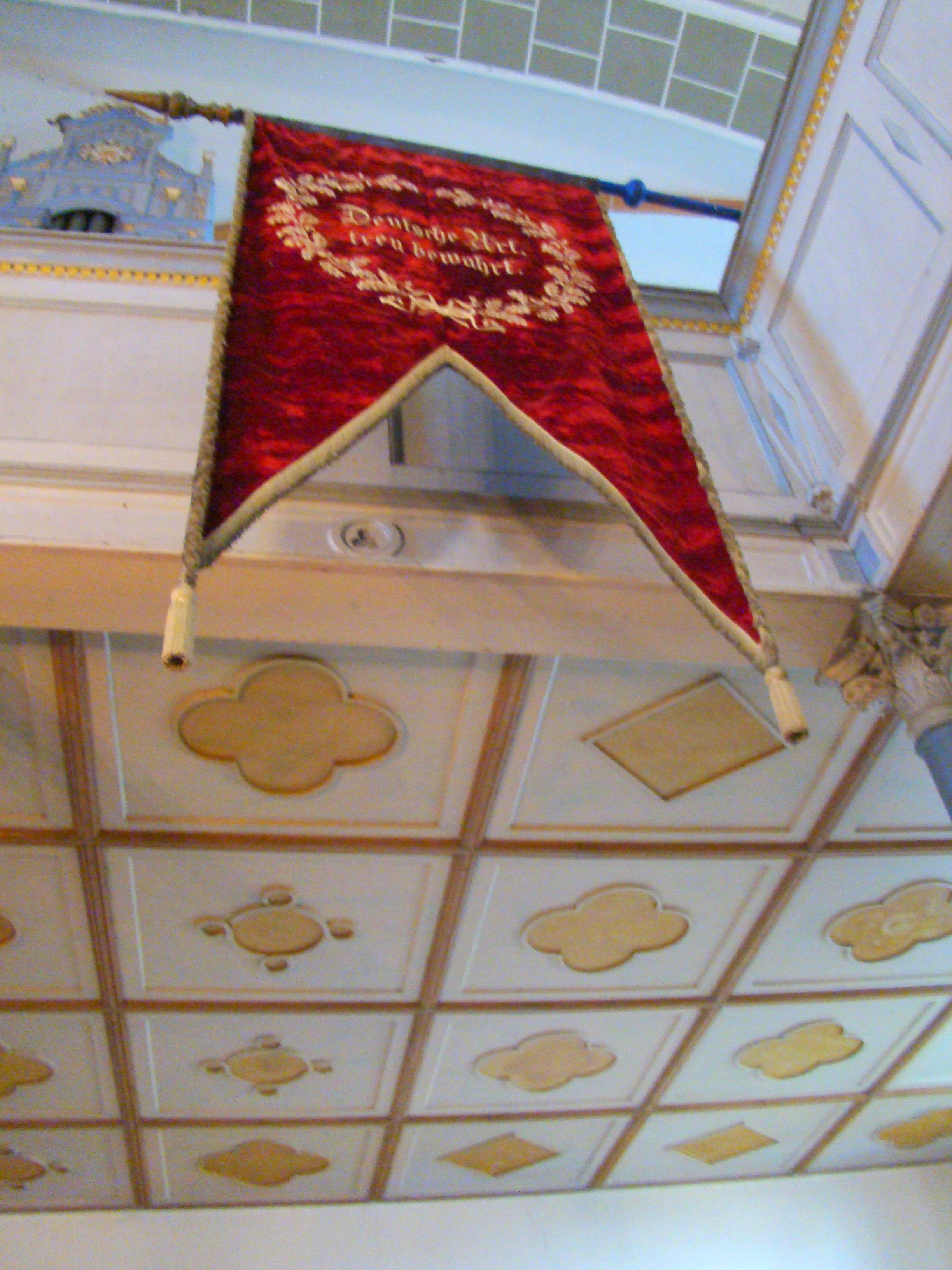
Steagul organizației tinerilor sași din sat, croit și brodat în 1937, este și în prezent arborat pe capătul vestic al emporei nordice.
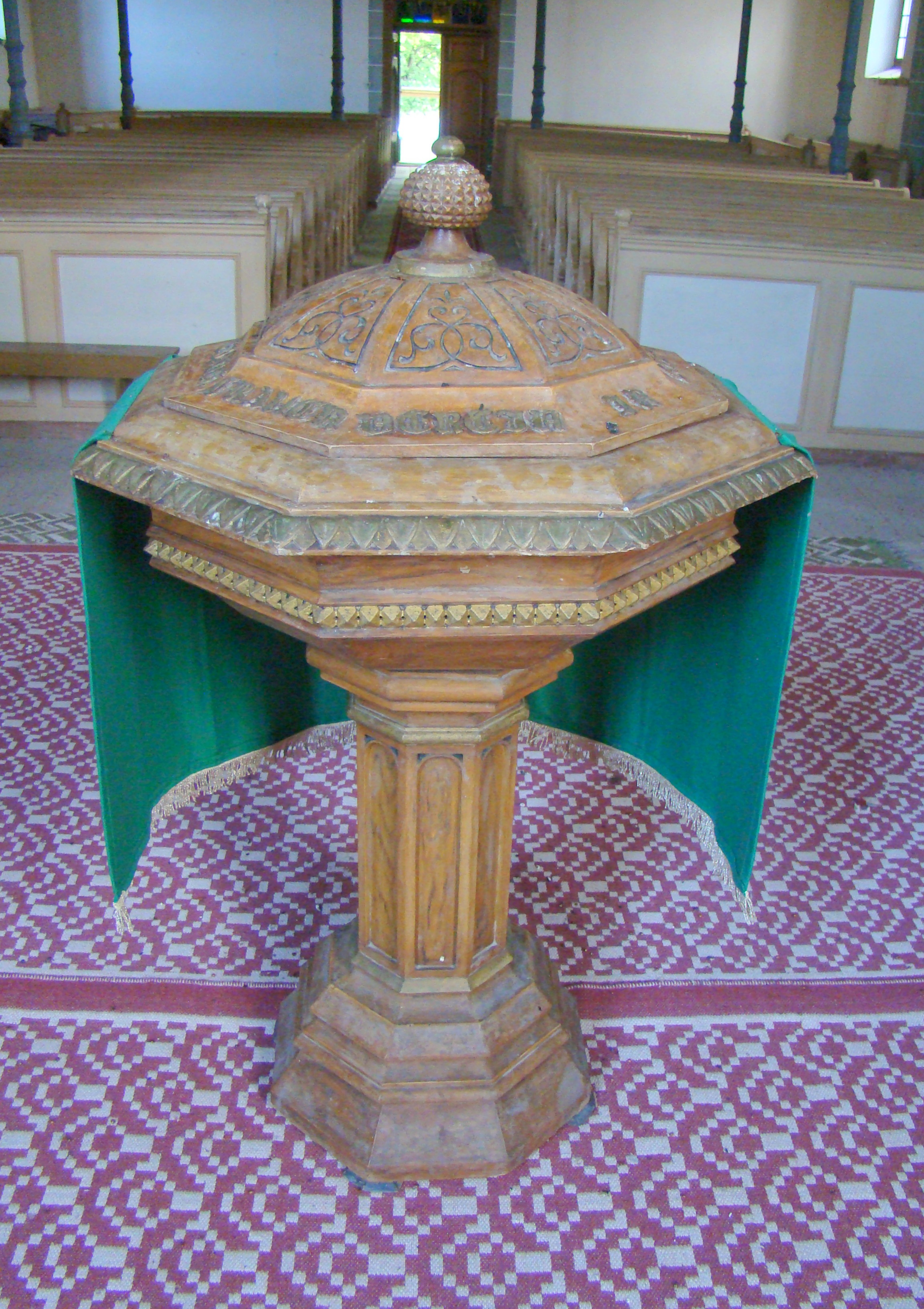
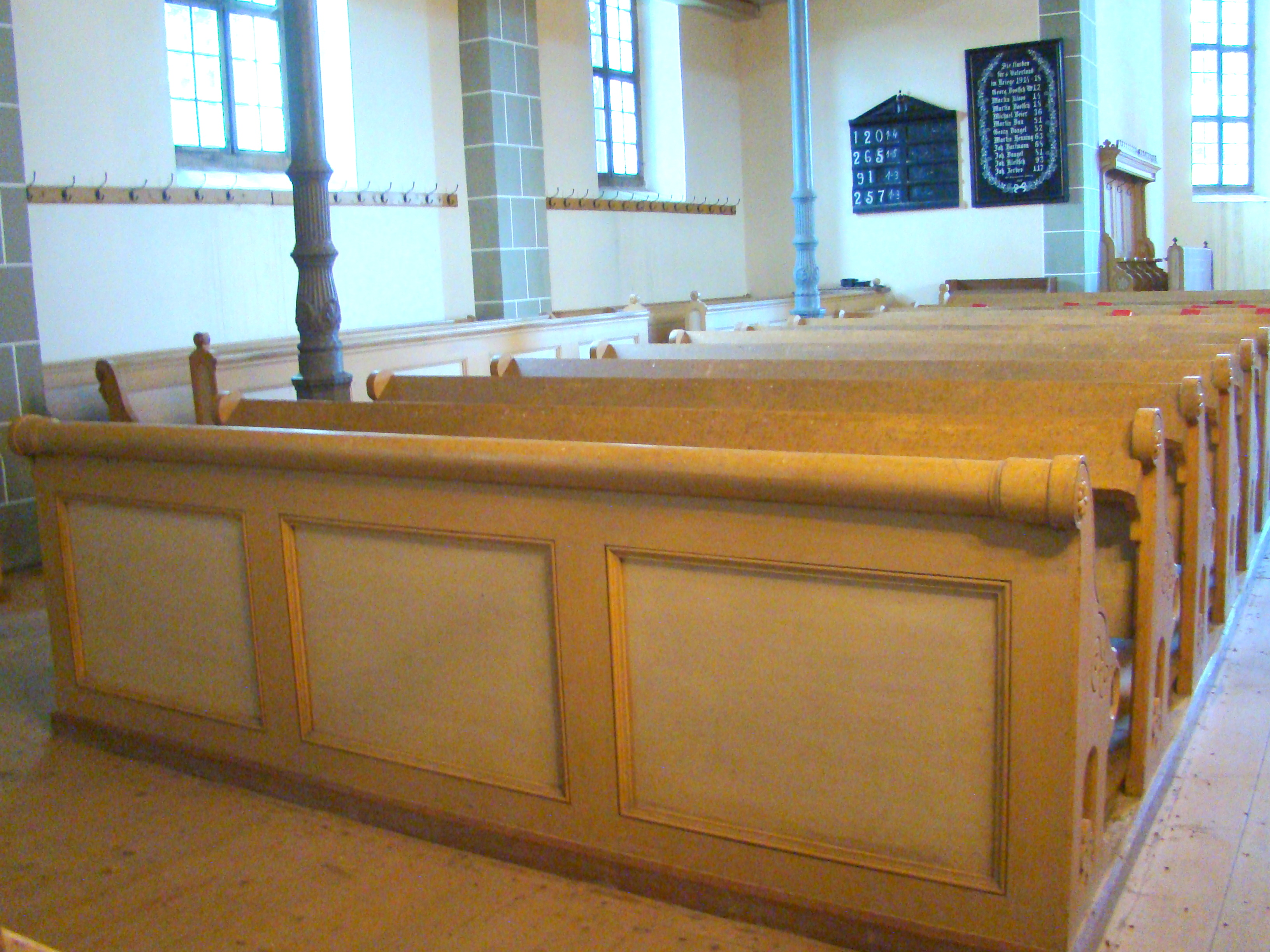
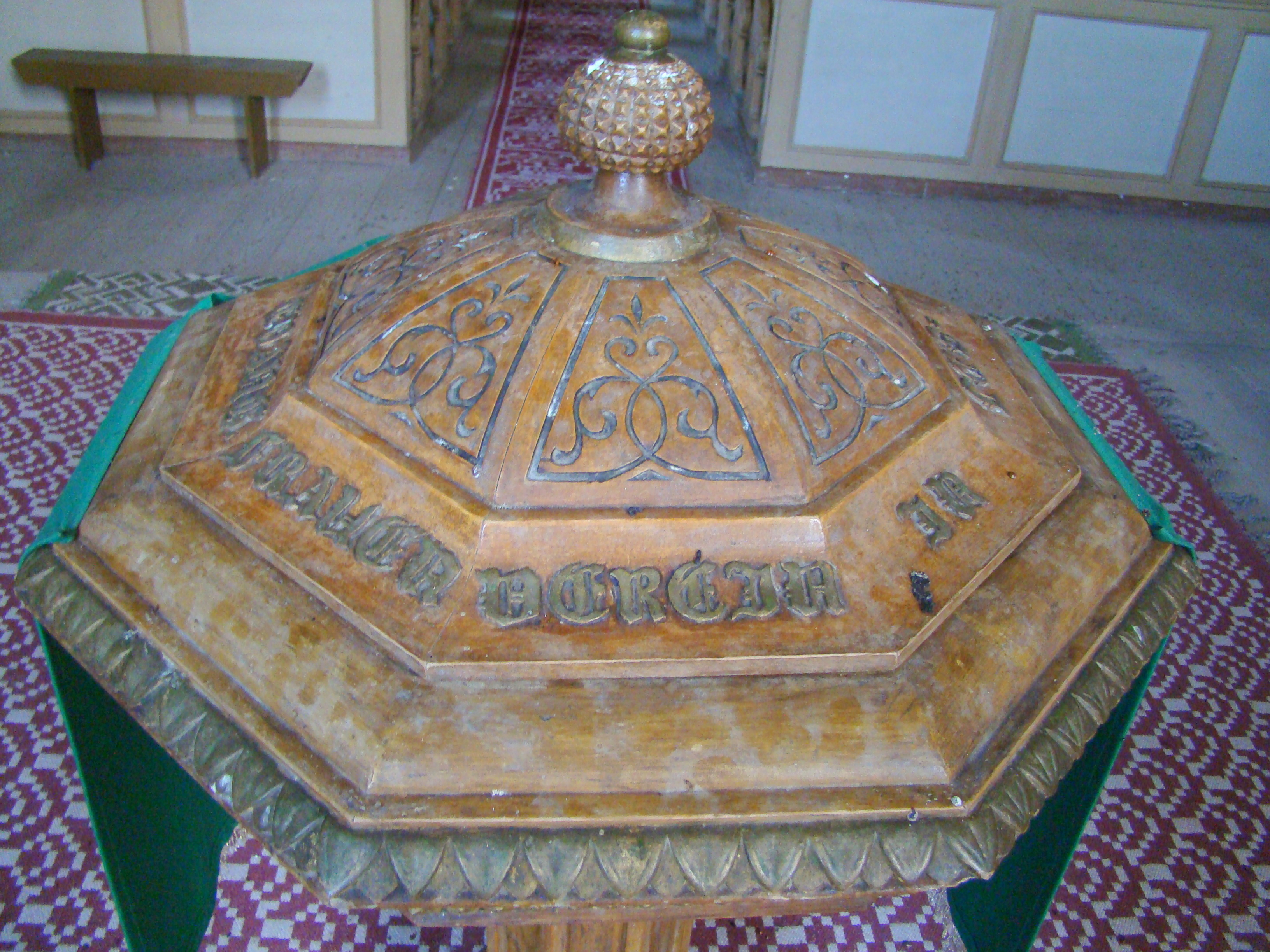
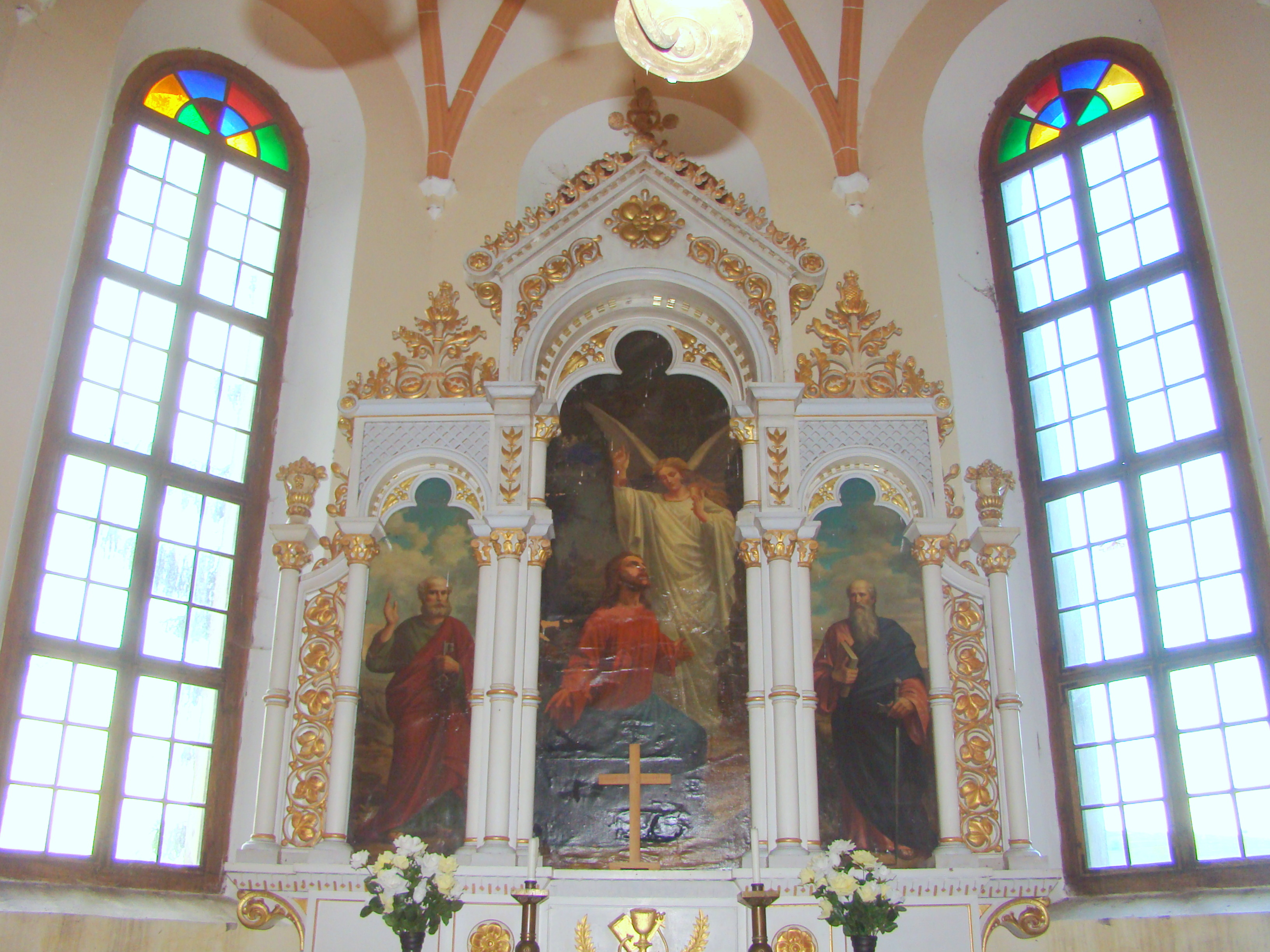
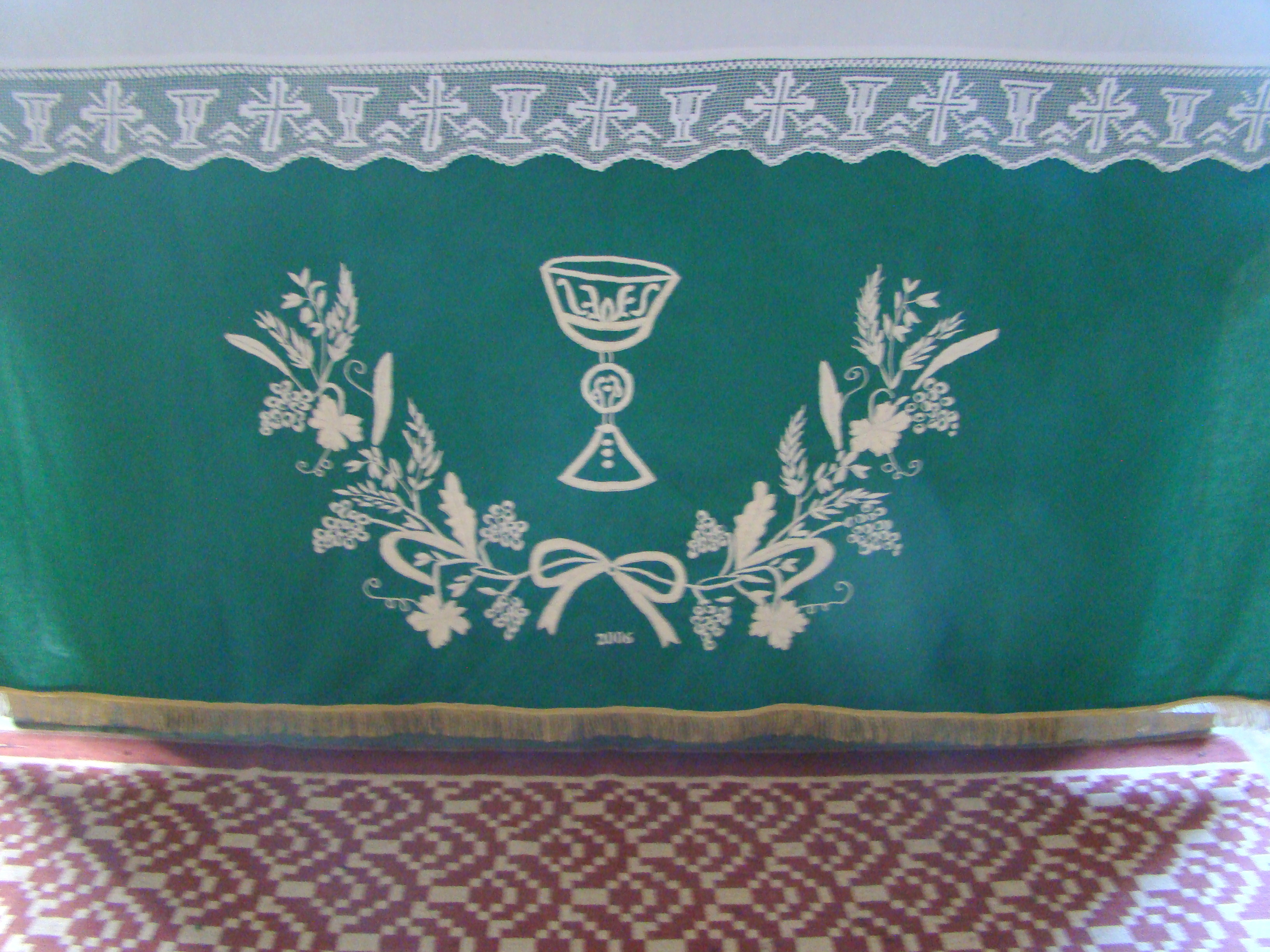
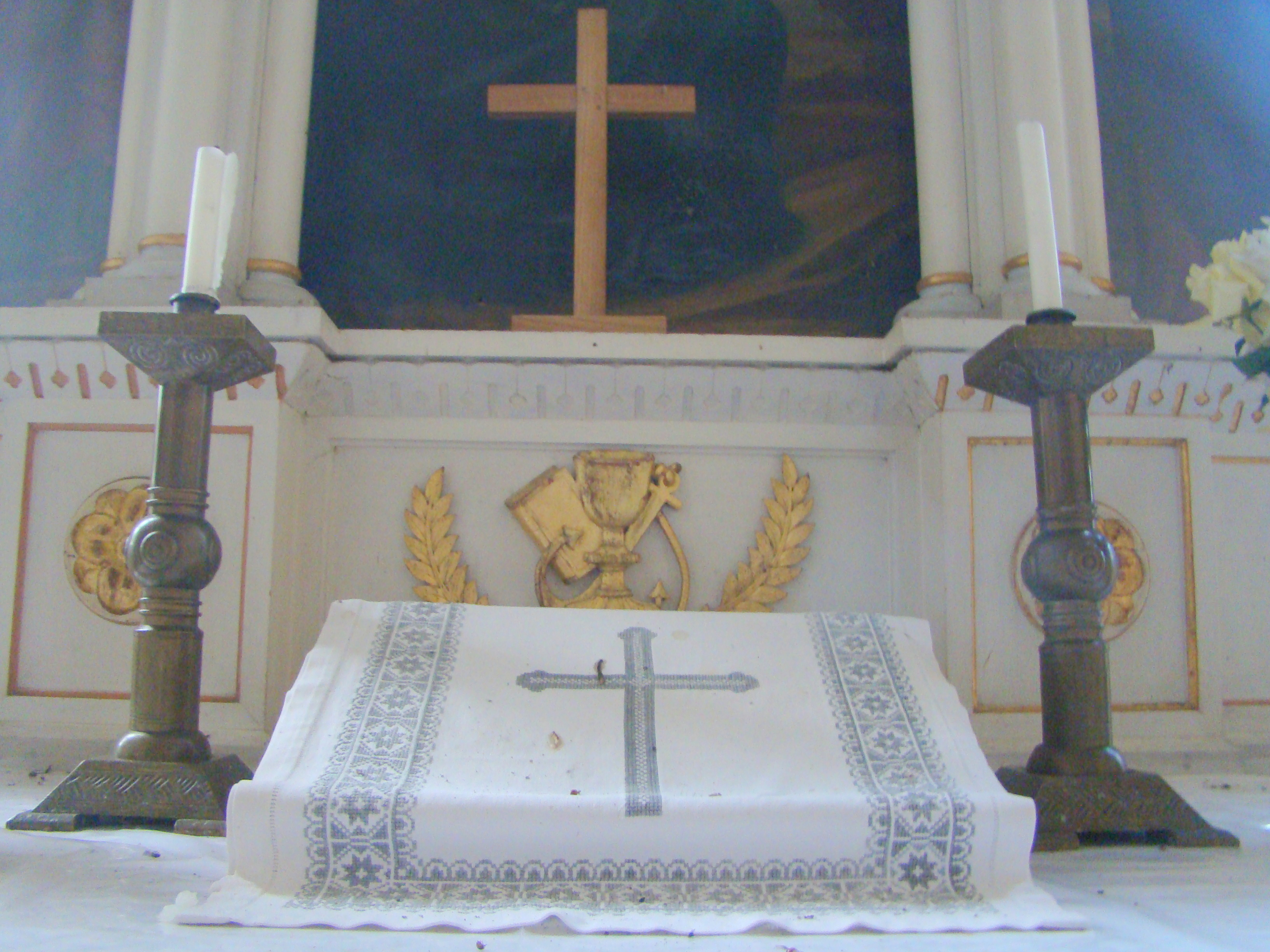
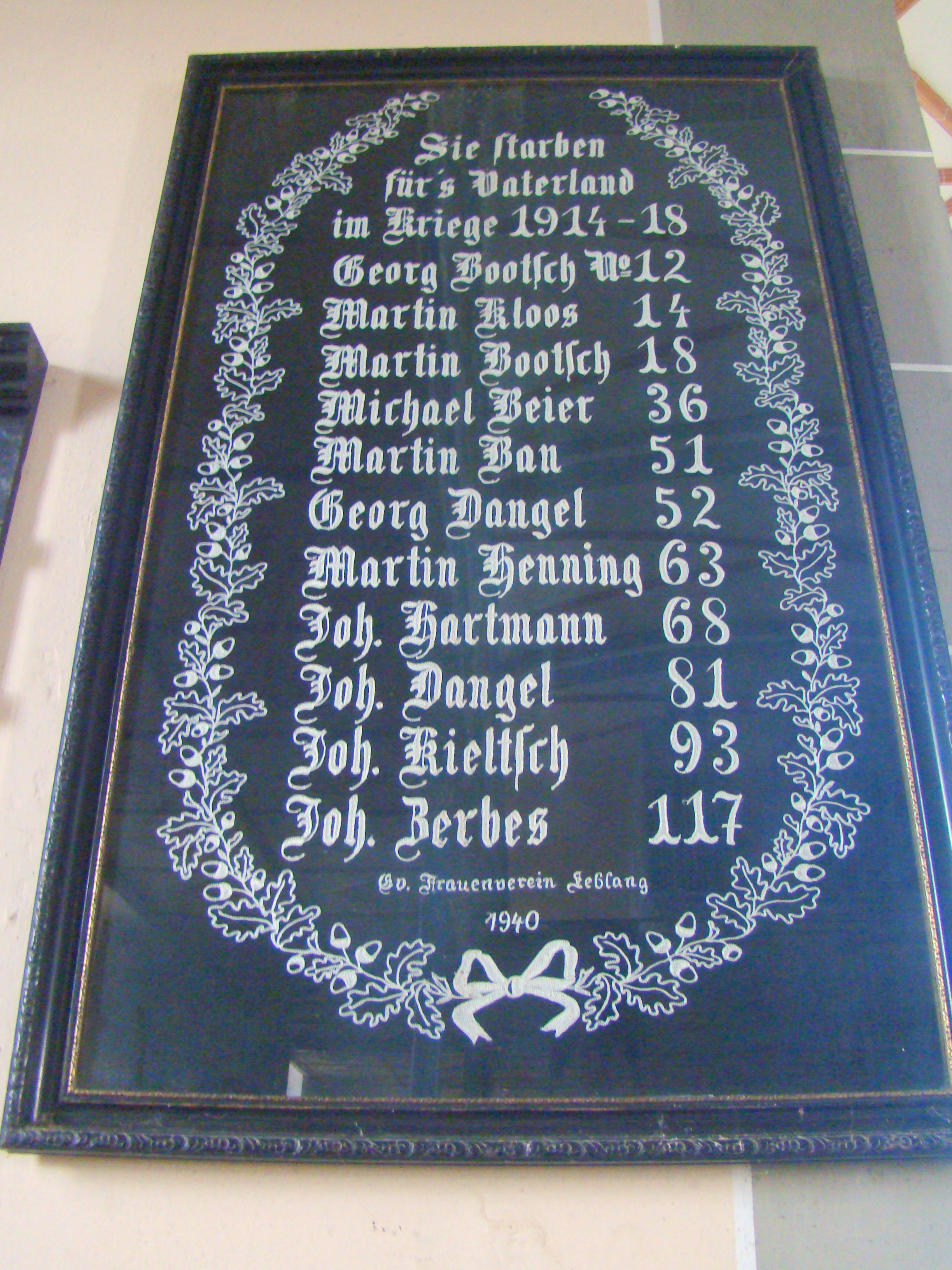
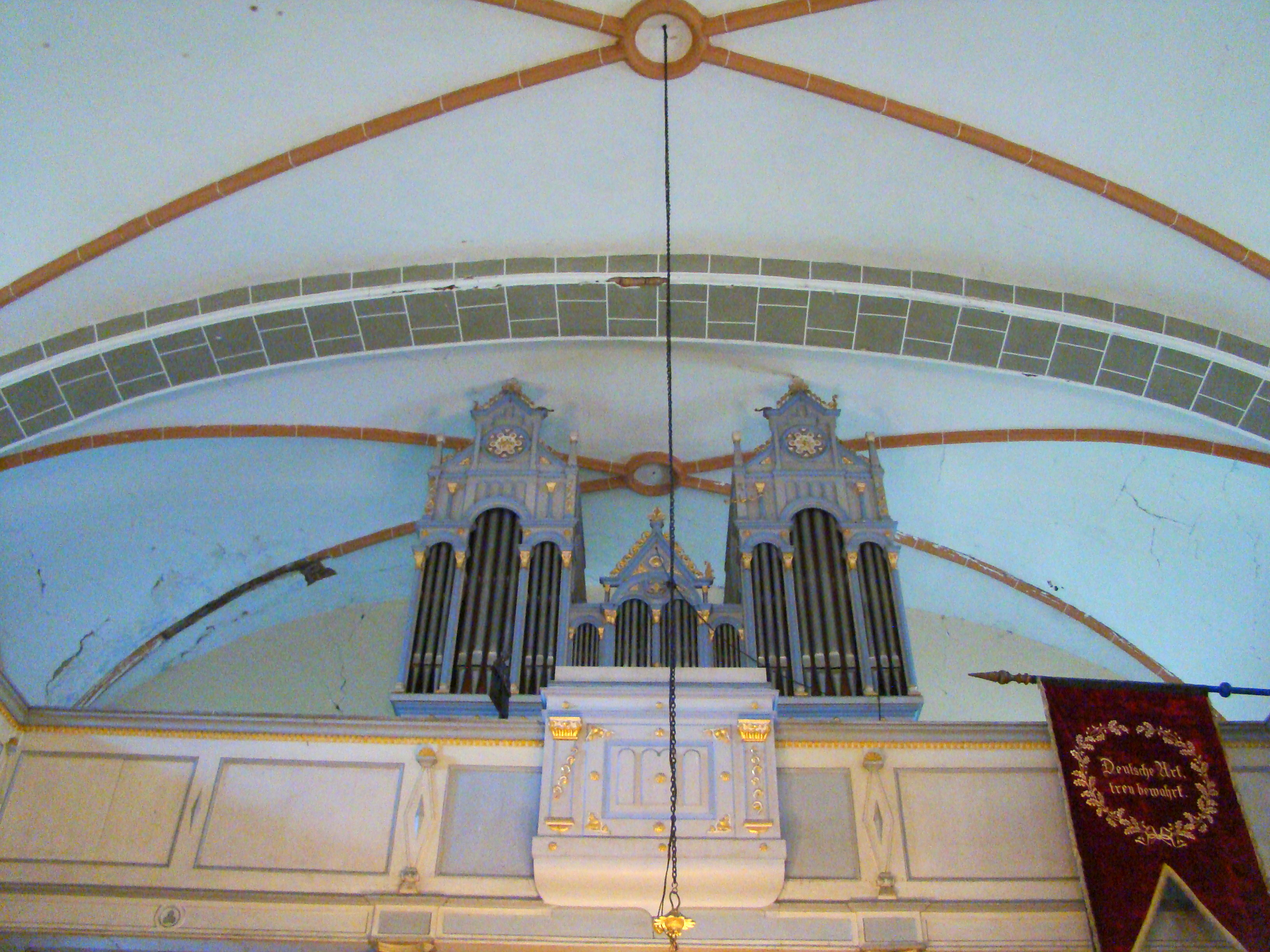
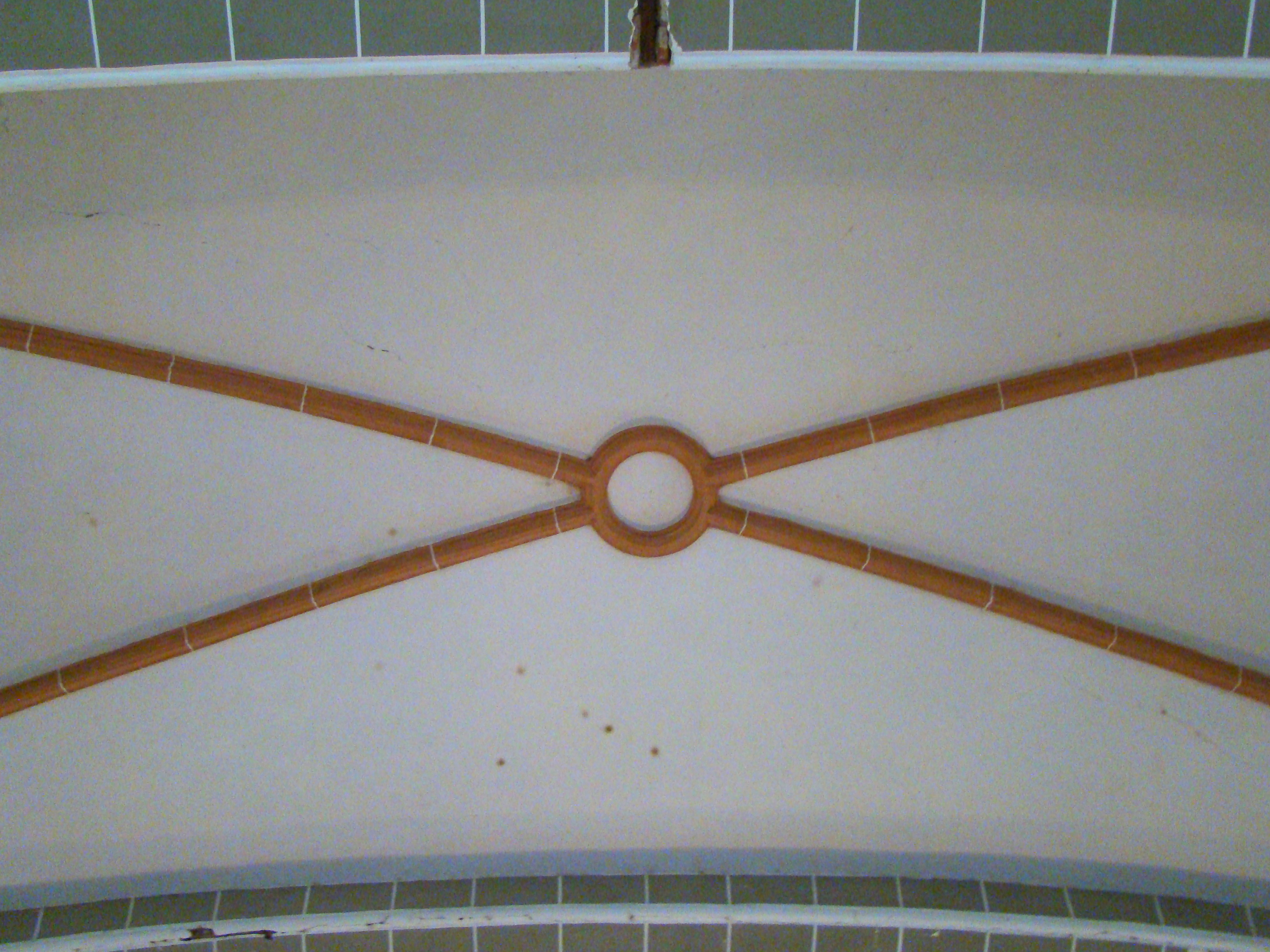
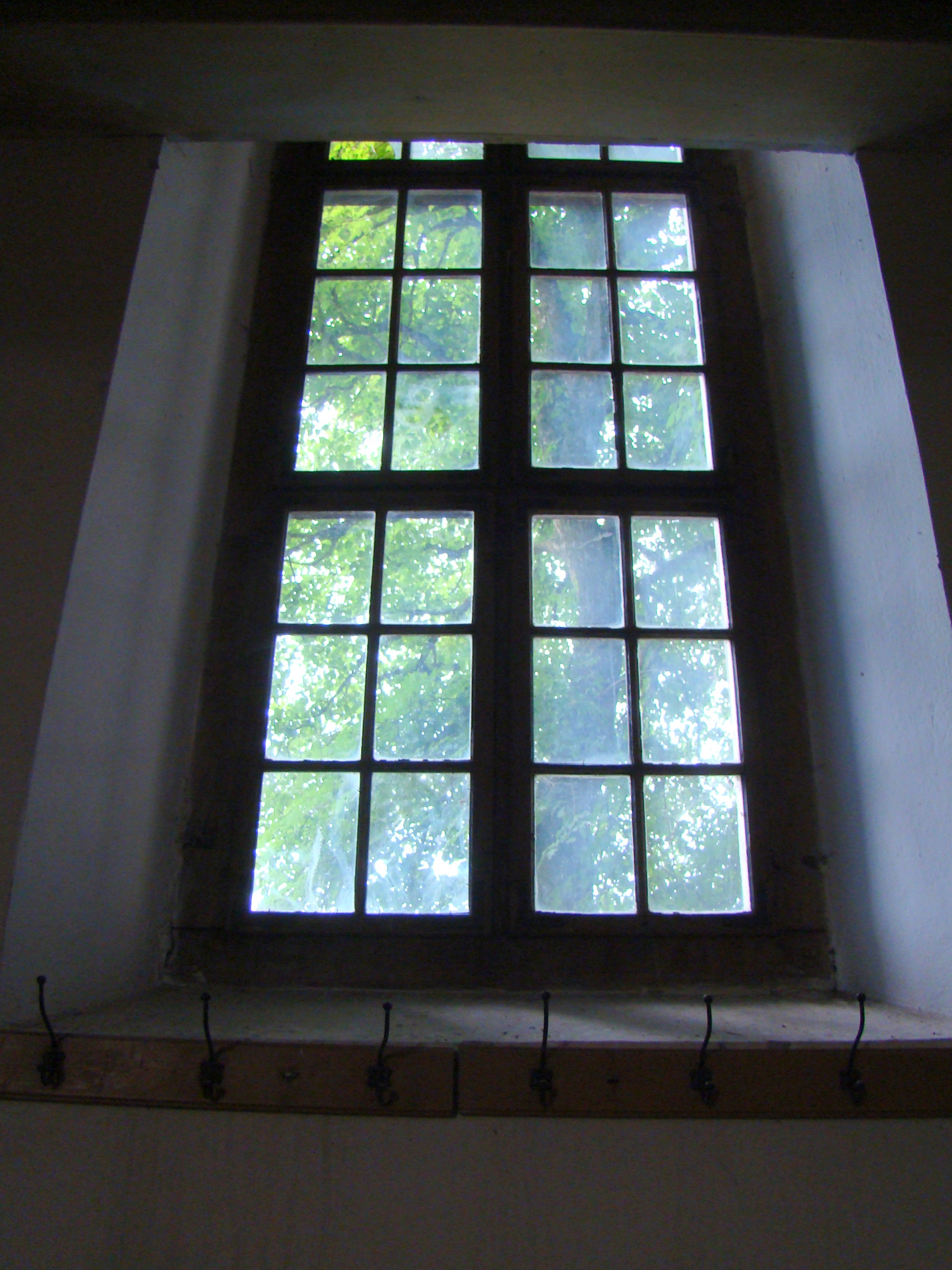
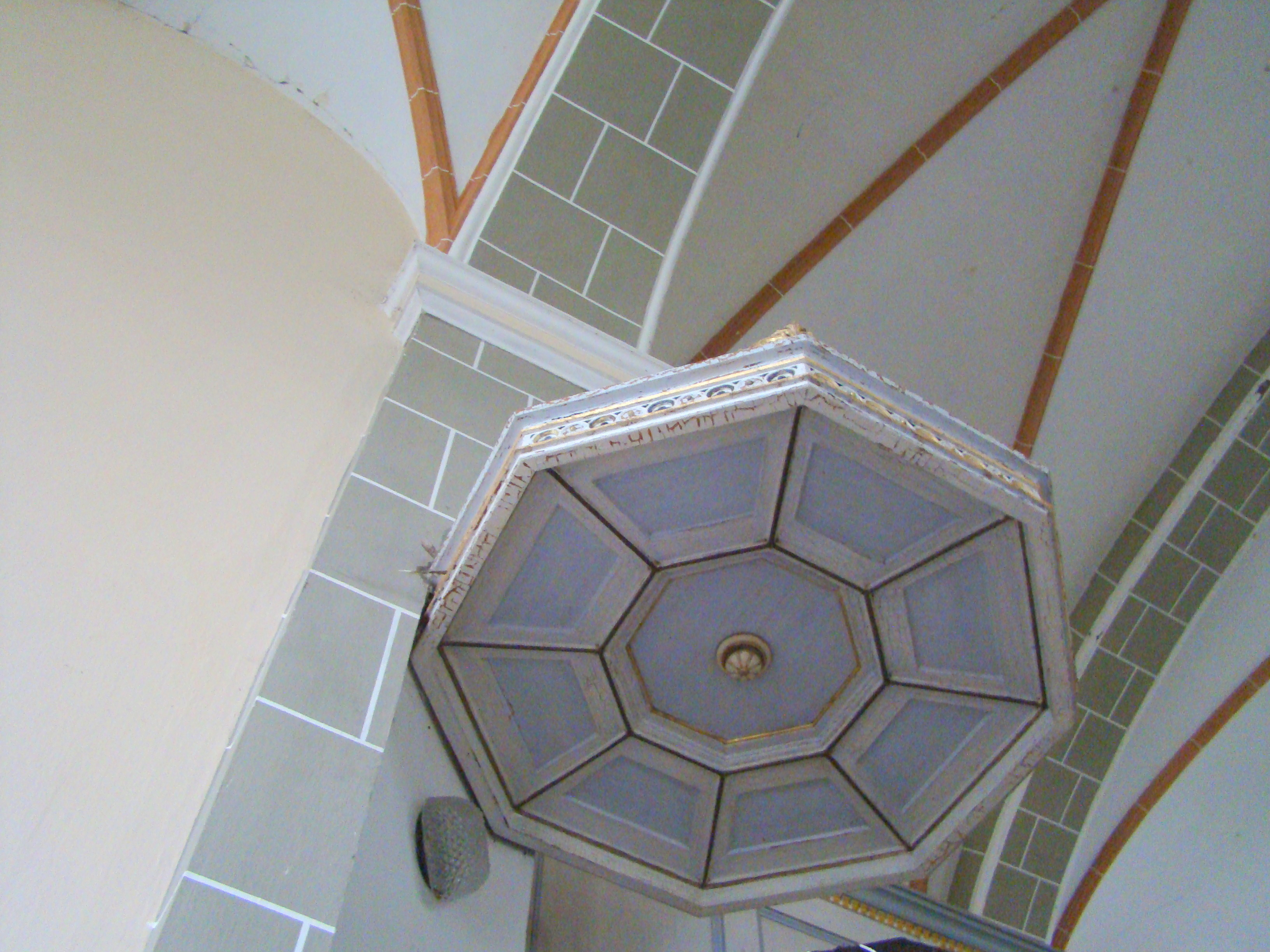
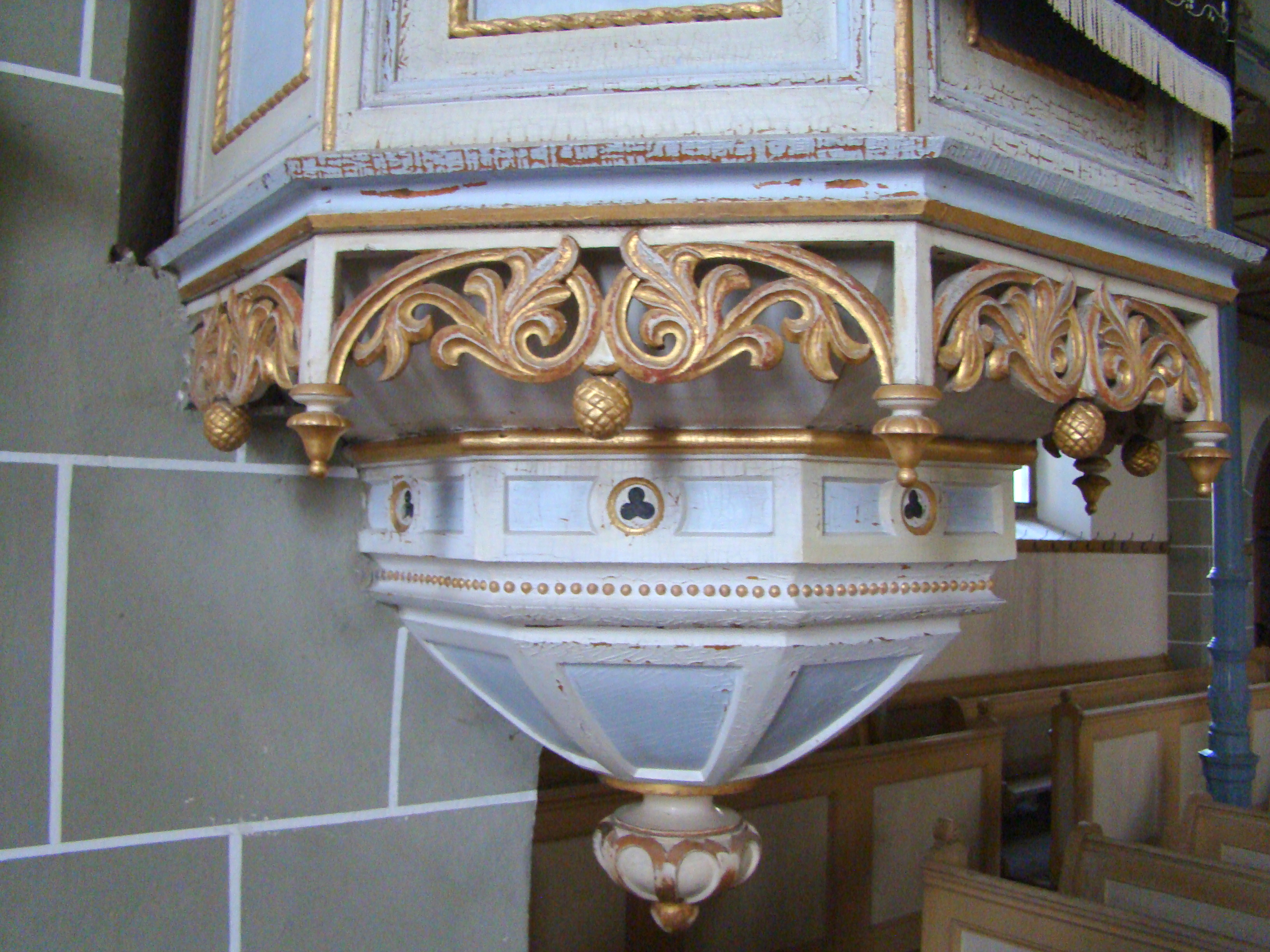
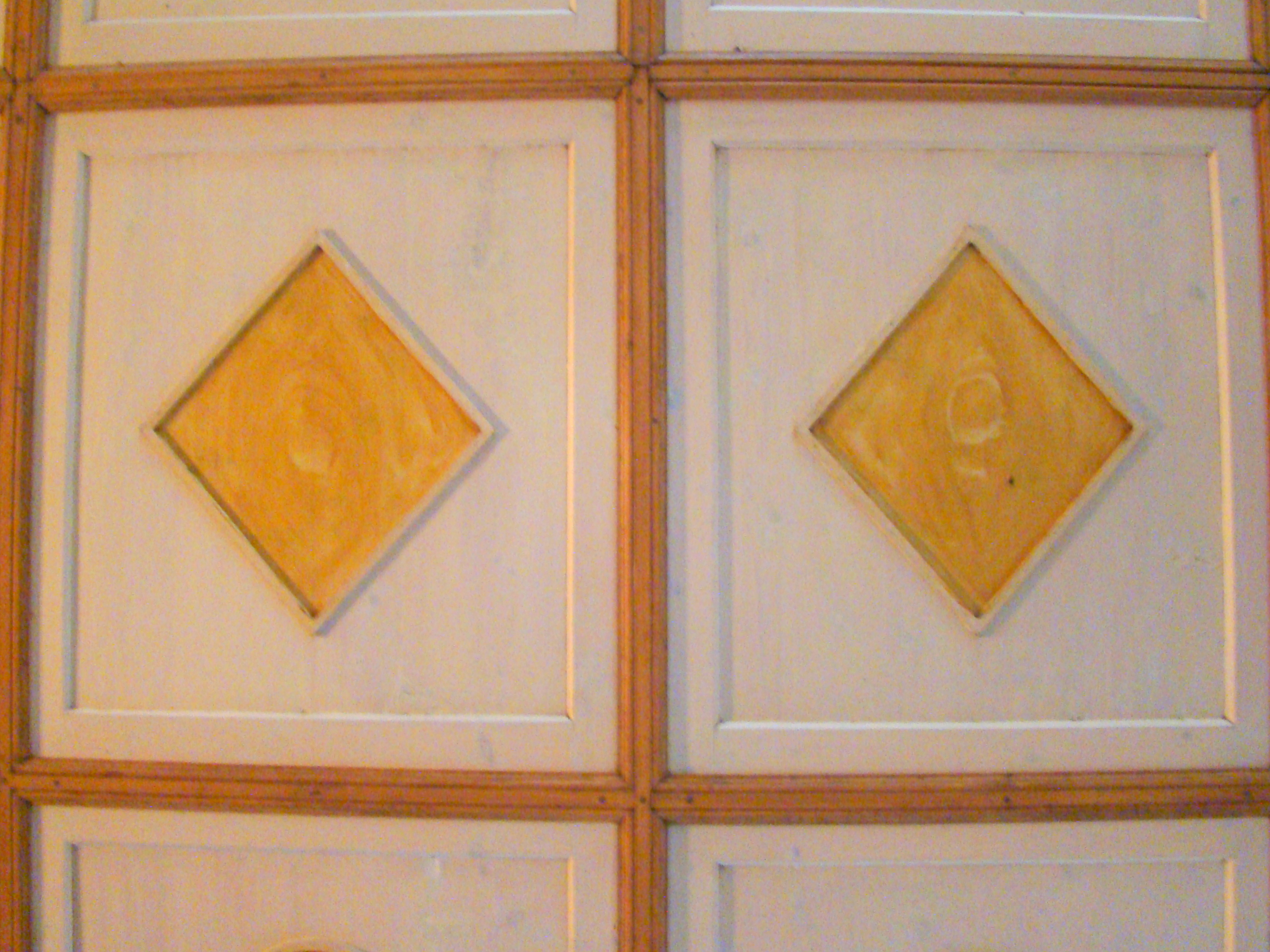
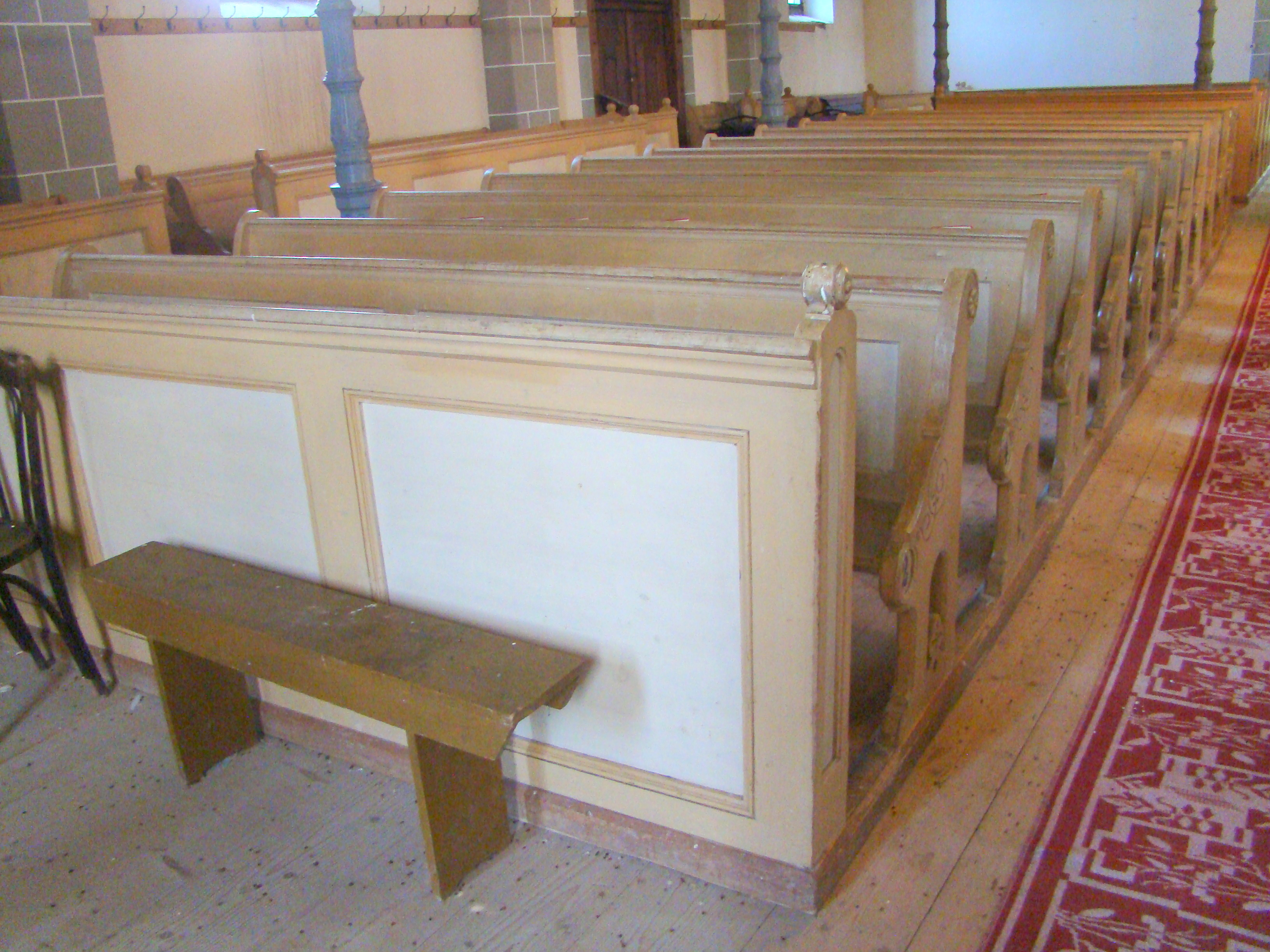
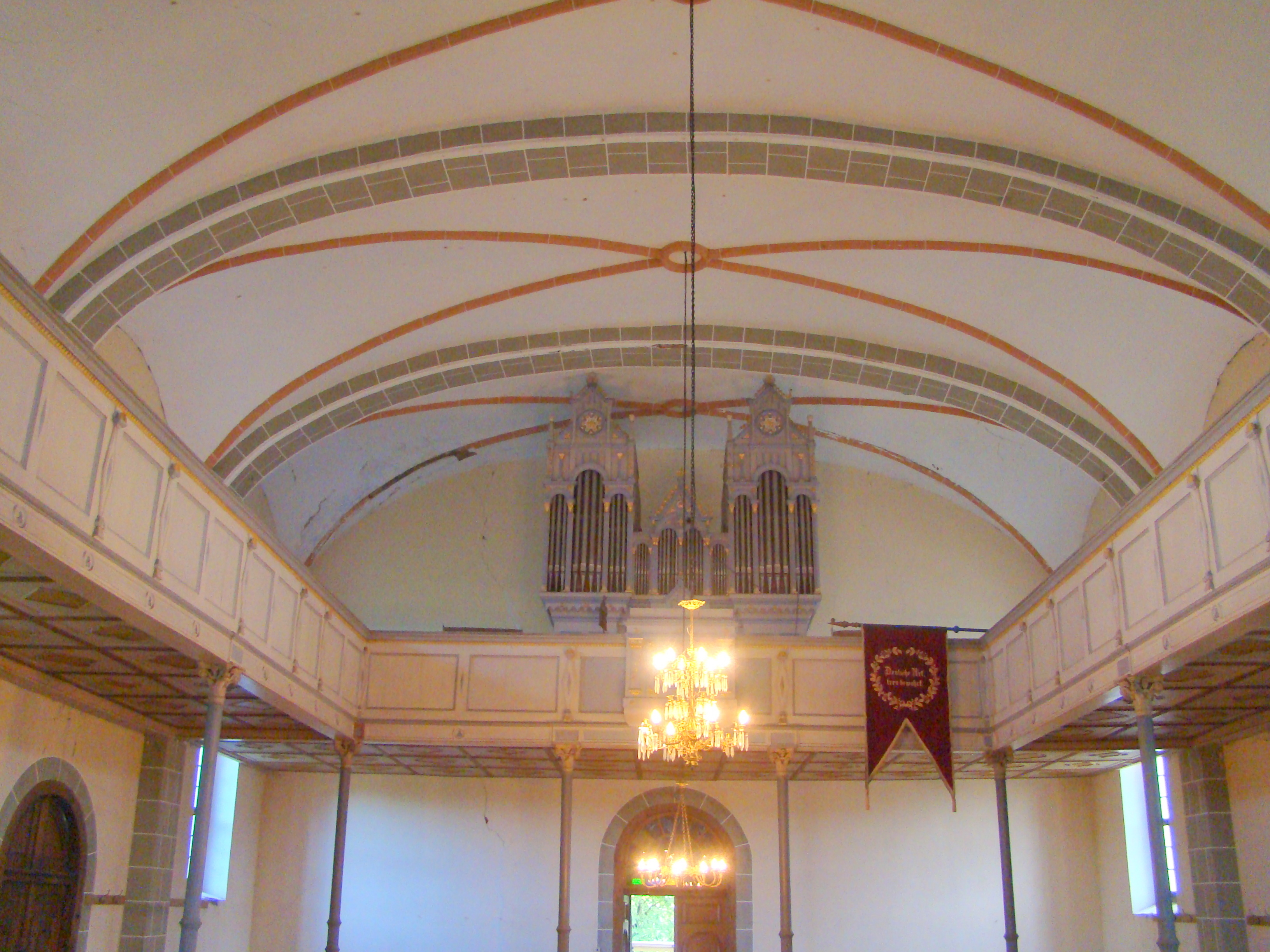
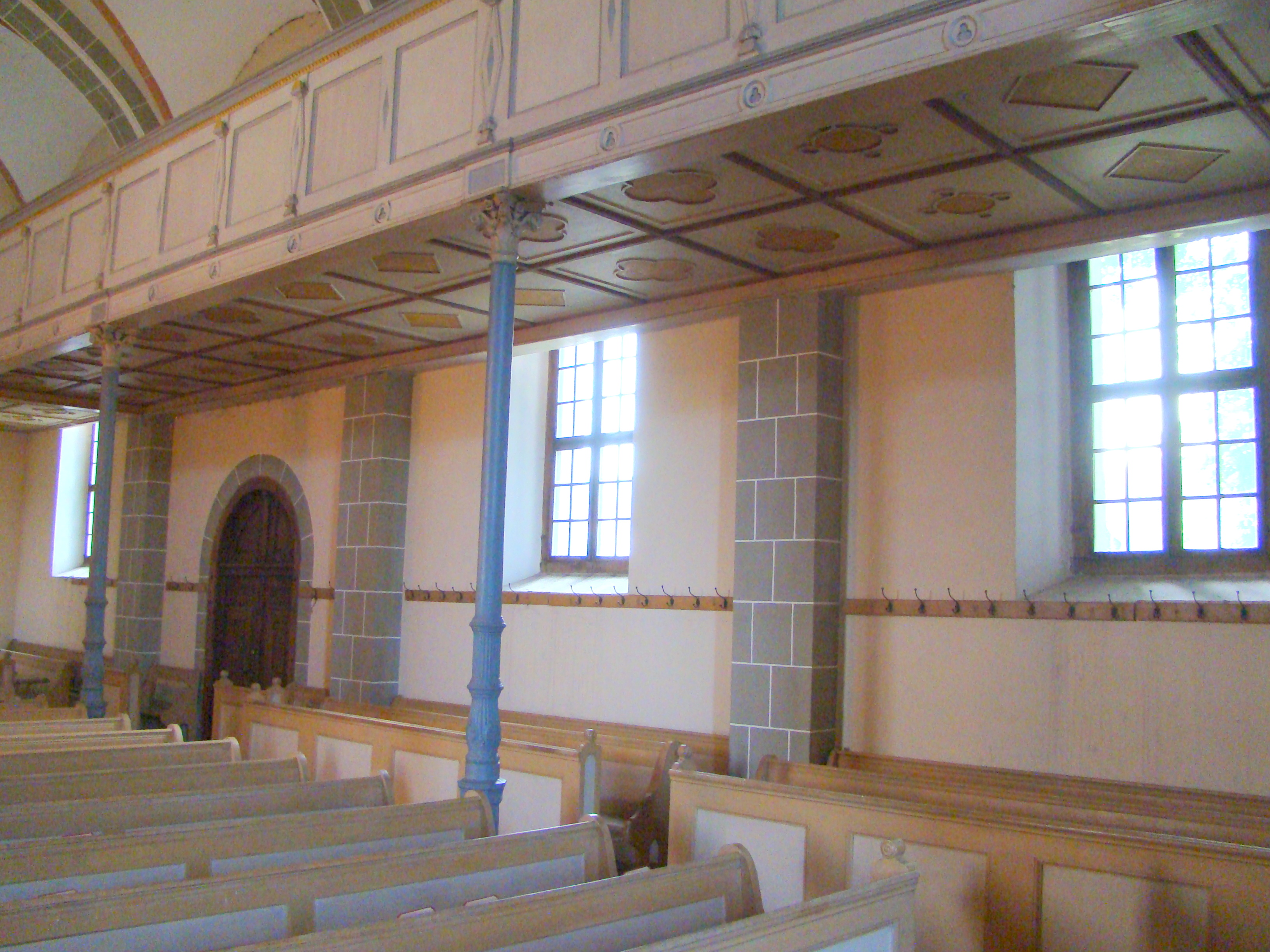